# Tatra KT4
KT4 ist die Typenbezeichnung für einen Einrichtungs-Kurzgelenktriebwagen des tschechoslowakischen Straßenbahn-Fahrzeugherstellers ČKD Tatra.

## Typen
Zwischen 1975 und 1997 wurden insgesamt 1801 Fahrzeuge von ČKD gebaut, die in damals vier Staaten zum Einsatz kamen. KT4 steht für kloubová tramvaj (Gelenkstraßenbahn) mit vier Achsen. Gemäß der ab Mitte der 1970er Jahre gültigen Typen-Nomenklatur des Herstellers lautet die vollständige Typenbezeichnung eigentlich KT4A2. Da es vom Obertyp KT4 jedoch keinerlei Bauartvarianten wie beim späteren T6 gab, entfiel der Zusatz „A2“. Die elektrische Ausrüstung entsprach entweder der überarbeiteten Version des Typs T4 mit Beschleuniger- oder der des Typs T6A2 mit Thyristorsteuerung. Die beiden 1972 gebauten Prototypen wurden anfangs in Prag und ab 1974 in Potsdam erprobt, dort wurden sie 1975 bis 1989 im Liniendienst eingesetzt. Einer von ihnen ist heute noch in Potsdam als historischer Triebwagen erhalten. Im Jahr 1976 wurde eine Nullserie von 33 Wagen in die DDR geliefert. Zwei Wagen gingen nach Plauen, drei nach Berlin, acht nach Leipzig und zwanzig nach Erfurt. Von außen waren sie durch einen veränderten Anstrich (abgesehen von Leipzig, wo nie Wagen im Prager Anstrich verkehrten) und an den eckigen Rändern der Front- und Heckscheibe zu erkennen. Die in Gummi gefassten Einsätze über den Türen entfielen, an ihrer Stelle wurde das Blech versteifend nach außen geprägt. Bei folgenden Hauptuntersuchungen wurden die Front- und Heckfenster der späteren Serienbauart angeglichen. Auch der Anstrich wurde angepasst.

### KT4D
Unter der Bezeichnung KT4D wurden Wagen nach Berlin, Brandenburg an der Havel, Cottbus, Erfurt, Frankfurt (Oder), Gera, Gotha, Görlitz, Leipzig, Plauen, Potsdam und Zwickau geliefert; nach Schöneiche gelangten erst nach der Wende überzählige Wagen aus Cottbus; Jena erwarb 2013 einen Erfurter Wagen als Arbeitsfahrzeug (unechter Zweirichtungswagen 435). Auch Magdeburg hat im Jahr 2020 acht KT4Dm aus Berlin erworben. Mit ihnen soll bis zur Anschaffung von neuen Niederflurwagen der Verkehrszuwachs bewältigt werden. Obwohl die KT4 konstruktiv vor allem für enge Bögen und bergige Strecken vorgesehen waren, erhielt Berlin die meisten Wagen. Hier bestand ein hoher Bedarf an neuen Fahrzeugen, da die Berliner Verkehrsbetriebe keine Tatra-Großraumwagen (T4D/B4D) beschafft hatten.
Bis auf die Wagen für Gera und Leipzig wurden alle KT4D in Prager Farben geliefert, Elfenbein mit einem breiten roten Streifen unterhalb der Fenster. Bei den Prototypen und Nullserienfahrzeugen war dieser rote Streifen an den Seitenwänden noch etwas breiter ausgeführt, vergleichbar mit den T3 und T4D. Die acht Wagen für Leipzig wurden für Versuche mit neuen Farbkombinationen genutzt. Zwei erhielten den klassischen Leipziger Anstrich in Elfenbein mit blauer Zierlinie, zwei die Prager Aufteilung, jedoch in Elfenbein und Blau und vier in Elfenbein und Orange. Kurze Zeit lief ein Wagen in einer umgekehrten Blau-Elfenbein-Kombination. Zum 750-jährigen Stadtjubiläum 1987 sollten die Berliner Nahverkehrsmittel in einem einheitlichen Schema, dem sogenannten »Hauptstadtlack«, lackiert werden. Dabei war für die Seitenwände lichtgrau vorgesehen, kombiniert mit einer Kennfarbe für die Stirnseiten und die Türen. Während das bei Bussen und U-Bahn-Wagen auch passierte, hinterließen Probelackierungen bei Straßen- und S-Bahn-Wagen wegen der Wagenkastenformen und der Türaufteilung einen unbefriedigenden und unruhigen Eindruck. Daraufhin wurden die Straßenbahnwagen klassisch waagerecht unterteilt lackiert, Elfenbein mit einem breiten umlaufenden orangen Streifen unter den Fenstern, unterhalb der Fußbodenhöhe dunkelbraun. In diesem Anstrich wurden bis auf die ersten zwei alle KT4Dt mit Thyristorsteuerung geliefert. Die letzte Lieferung für Erfurt erhielt auch eine andere Lackierung, vom Dach bis zur Fensterunterkante rot, Seiten- und Stirnwände weiß mit roten Streifen. Die Wagen 544, 546, 547, 550, 551, 554 und 555 aus der letzten Serie gingen nach Cottbus. Dort wurde das Farbschema bei der Modernisierung und Umbau zu KTNF6 weiterverwendet.
In Gotha wurden die KT4D in Elfenbein mit roter Zierlinie umlackiert, später dann je drei in Blau-Weiß für die Stadt und in Gelb-Weiß für die Waldbahn.

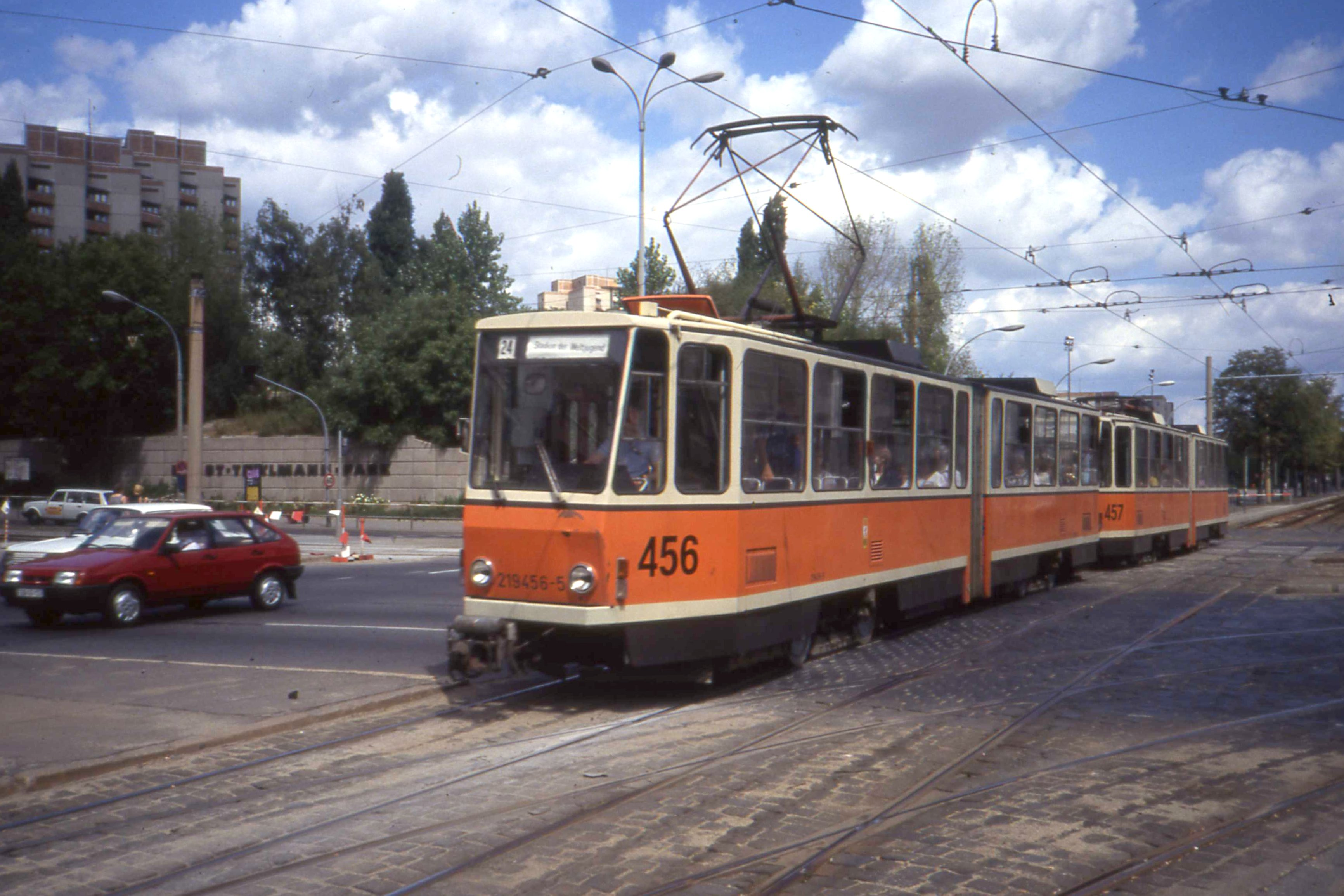
Doppeltraktion in Berlin (zwei von 99 Thyristorwagen KT4Dt, erkennbar an den kleineren Lüftern auf der linken Fahrzeugseite)
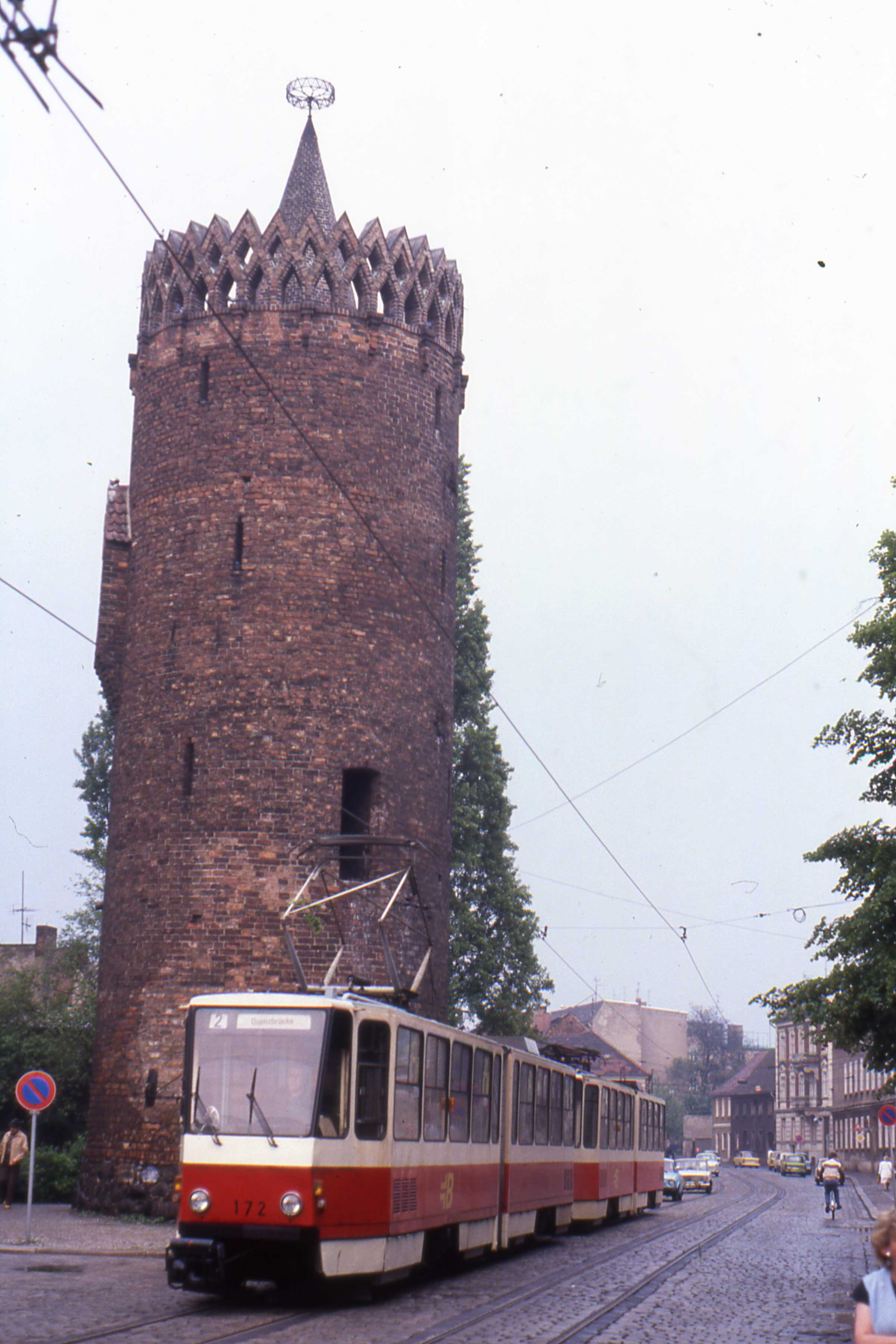
Brandenburg an der Havel
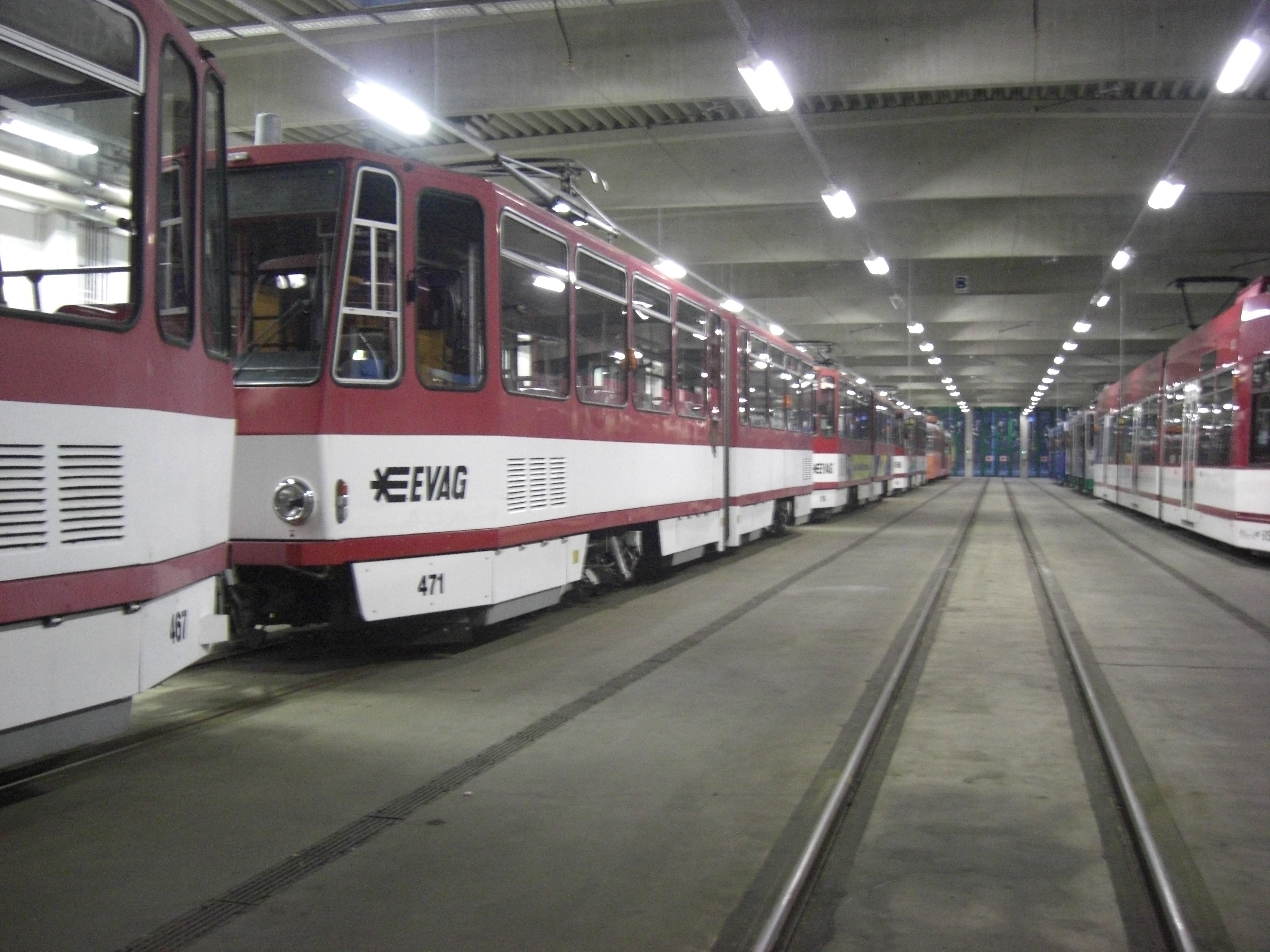
Erfurt
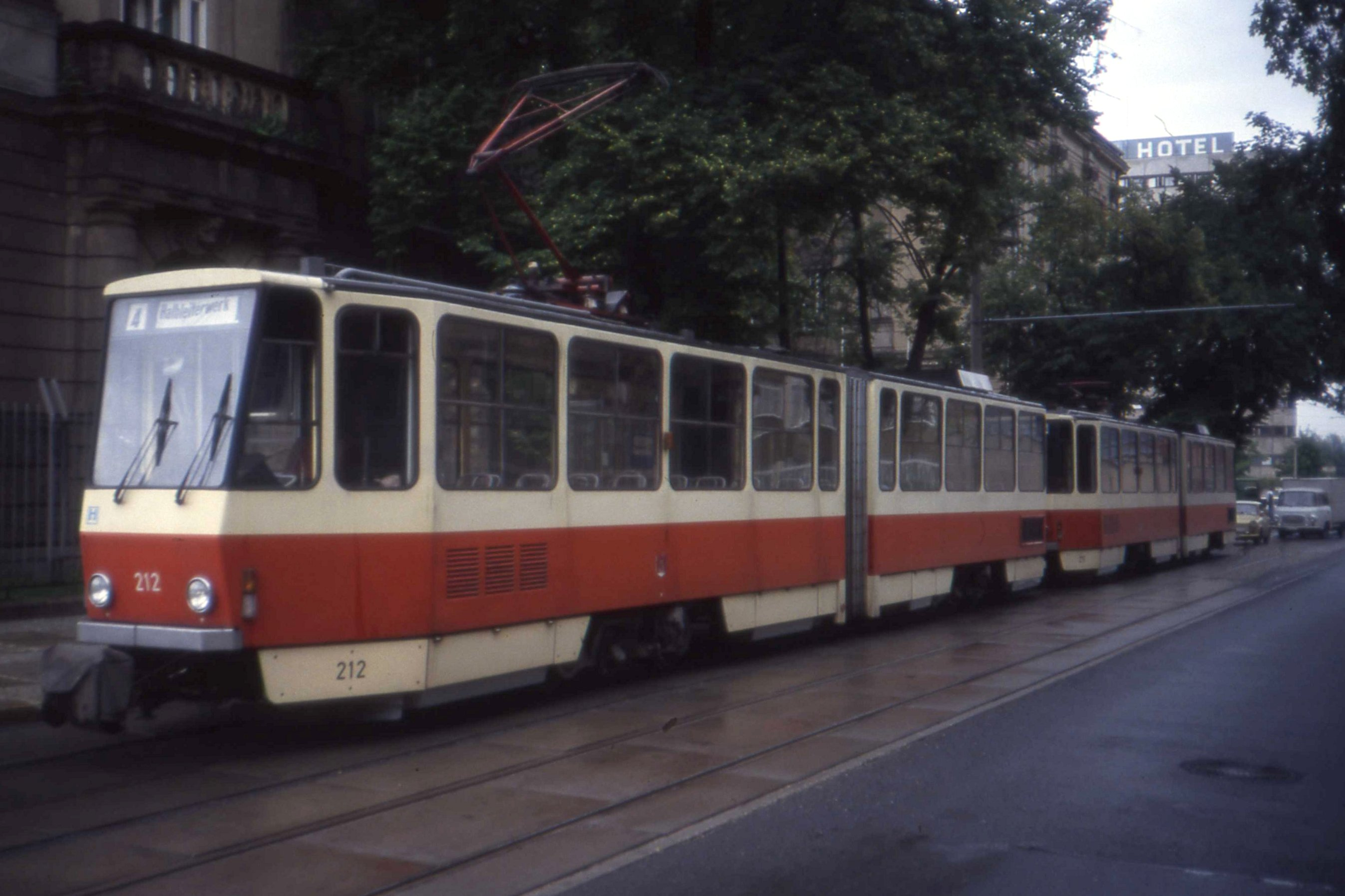
Frankfurt (Oder)
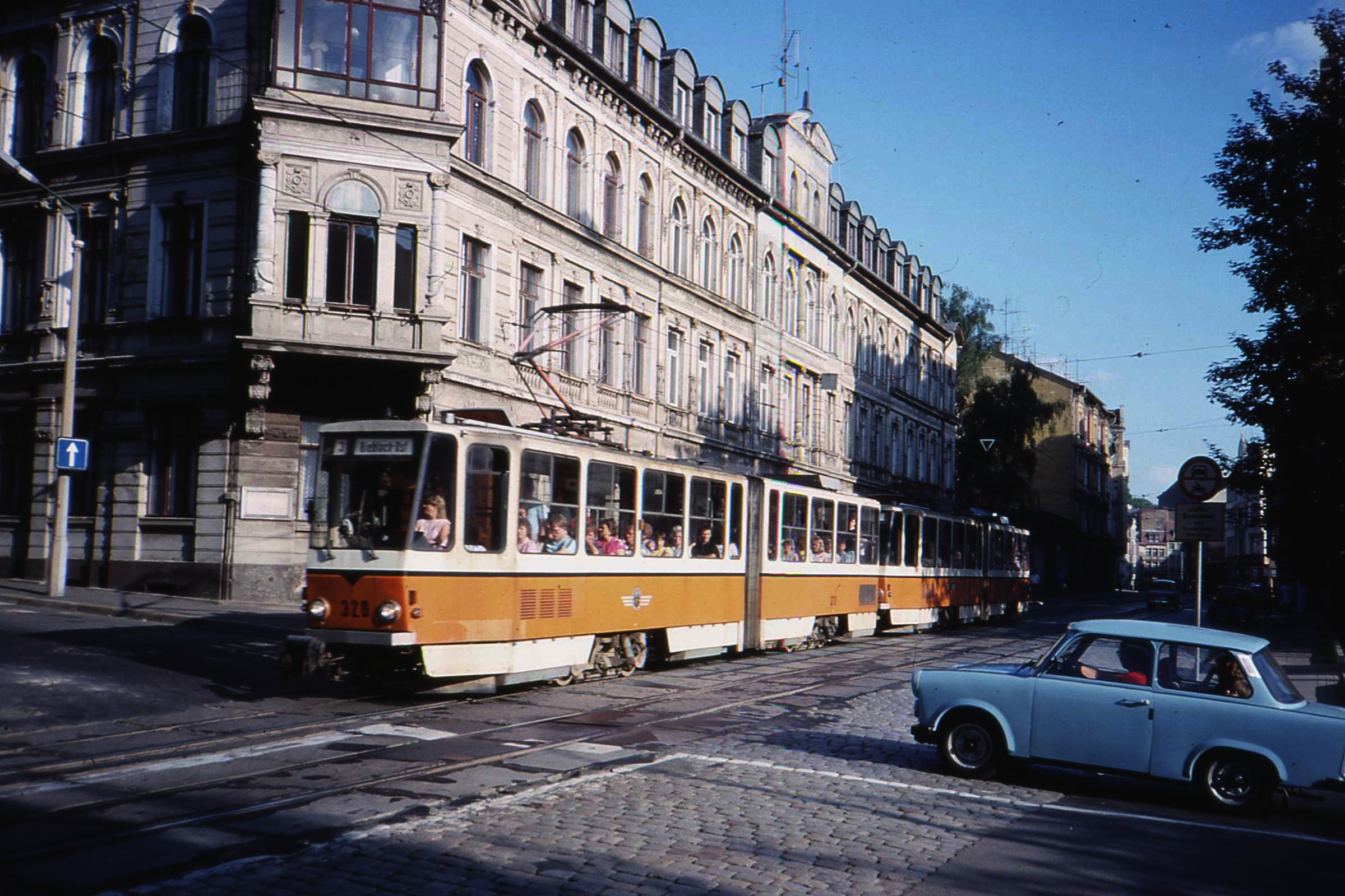
Gera
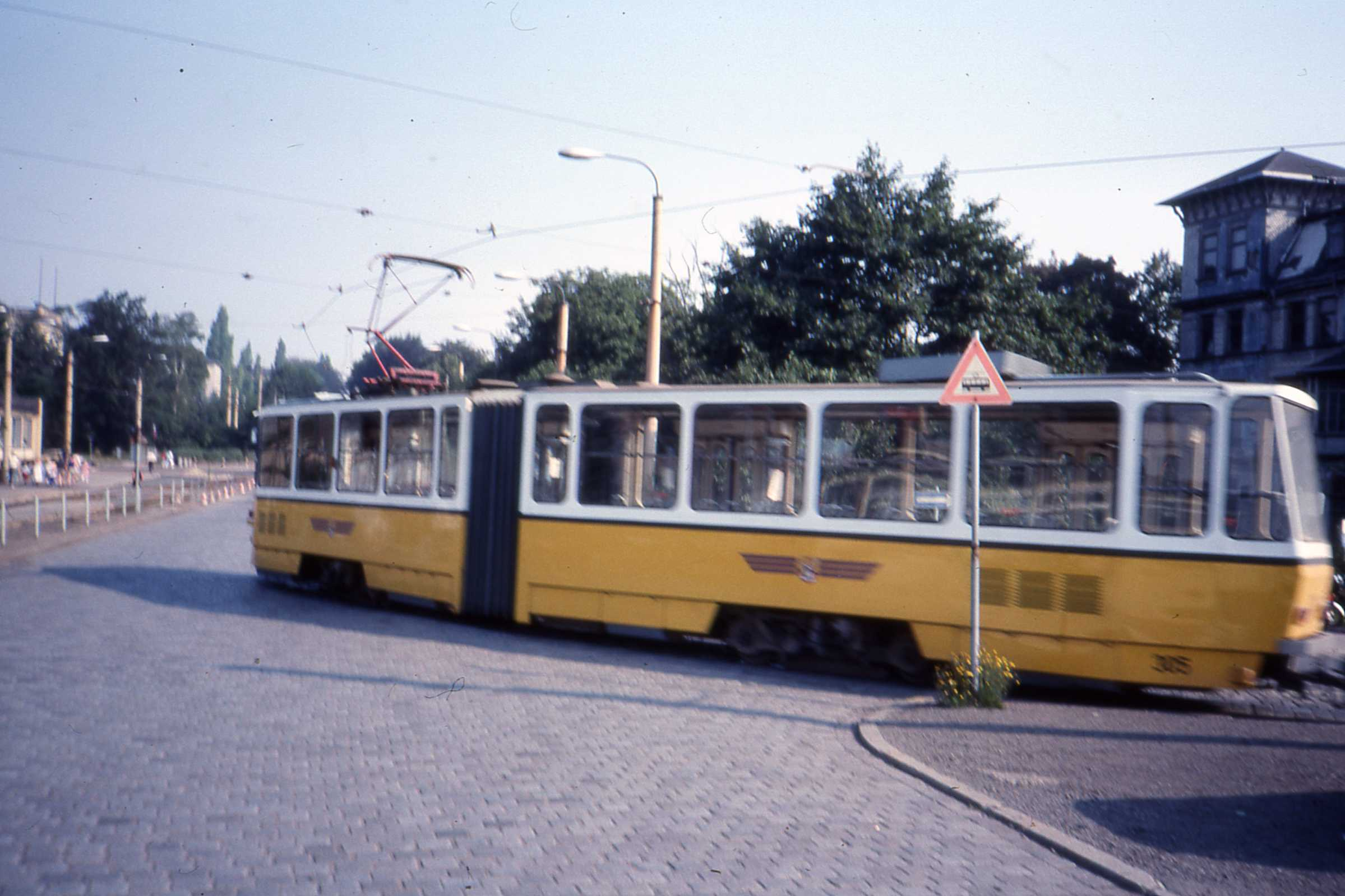
Gotha
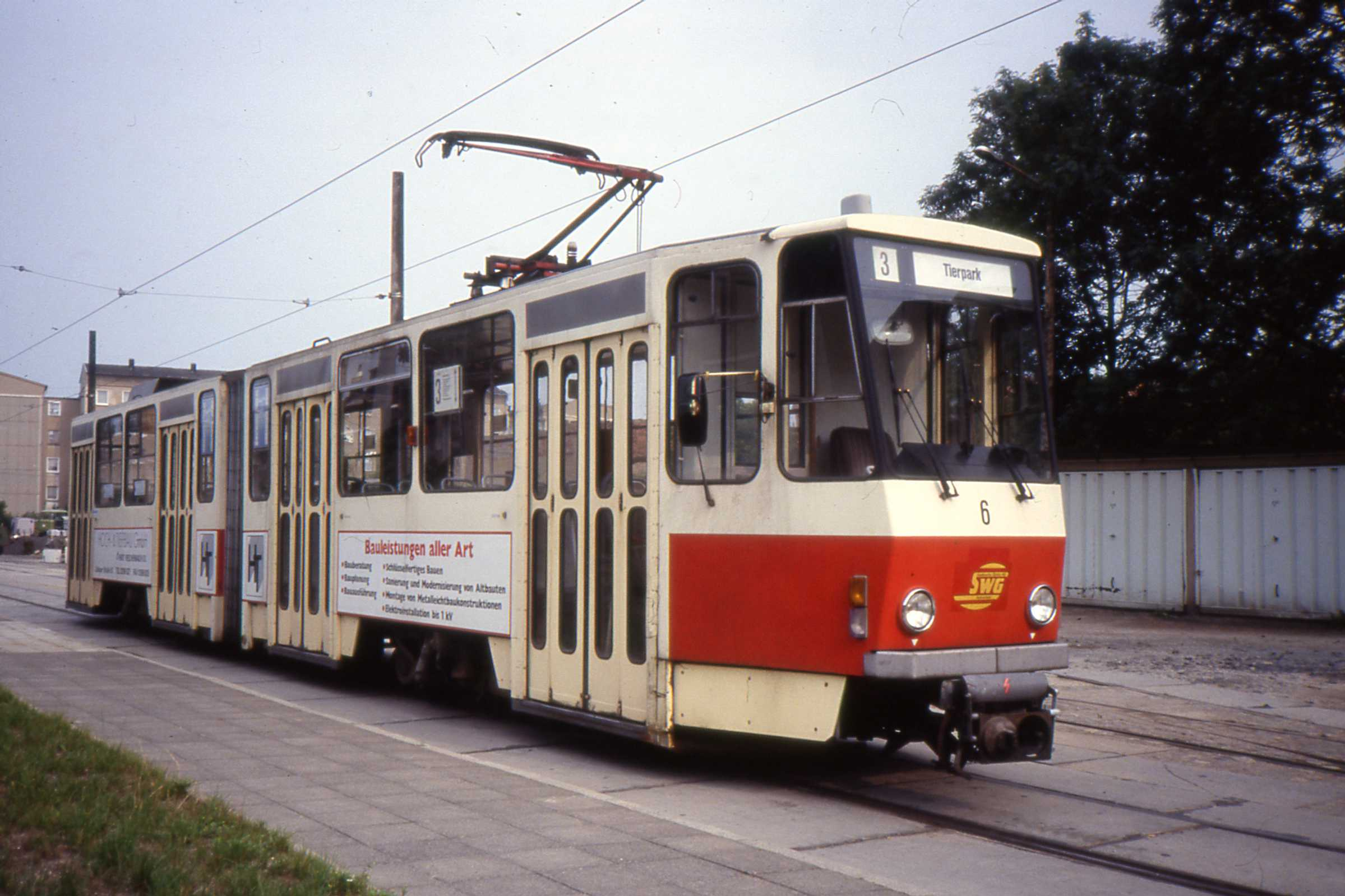
Görlitz
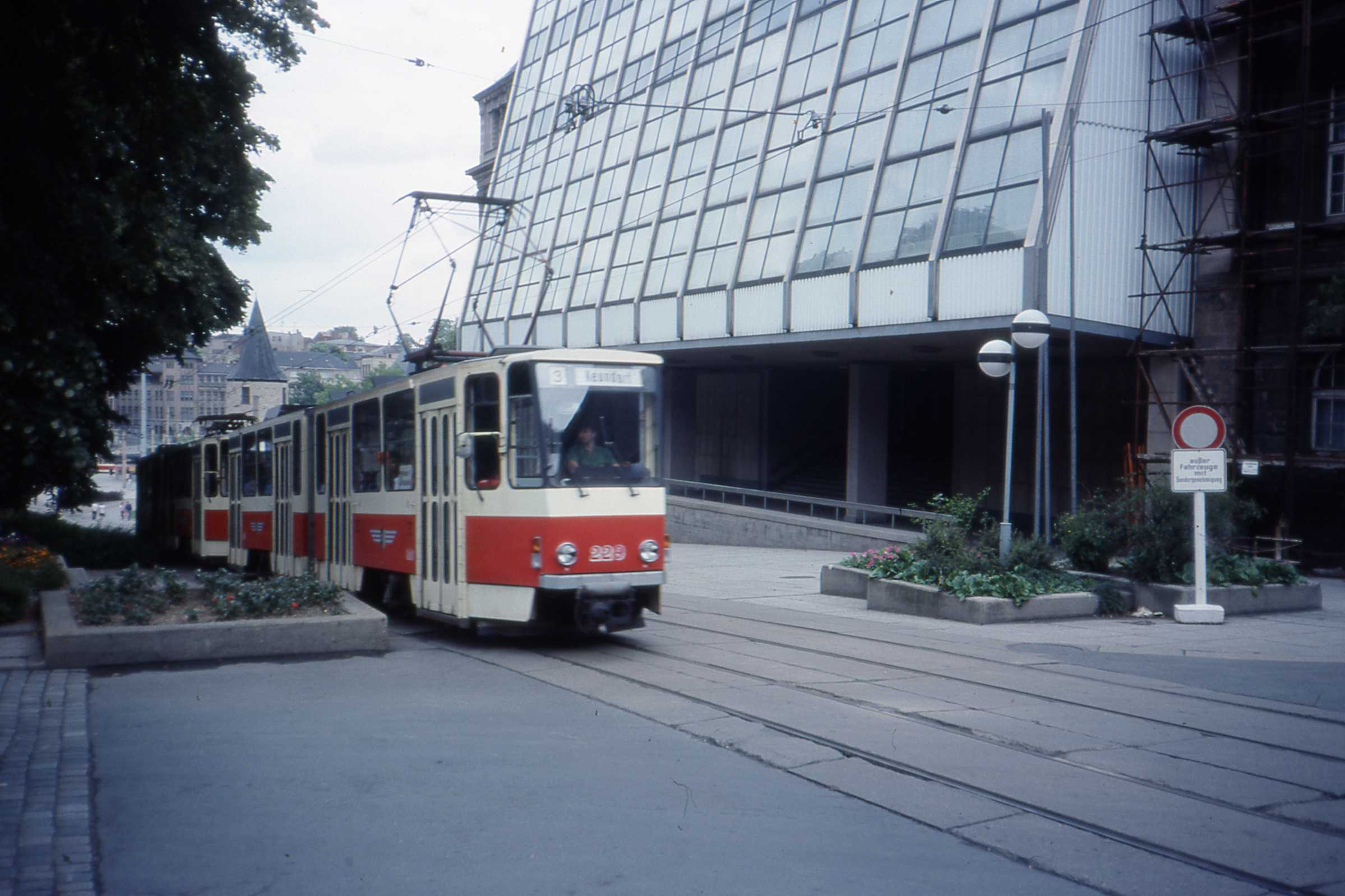
Plauen
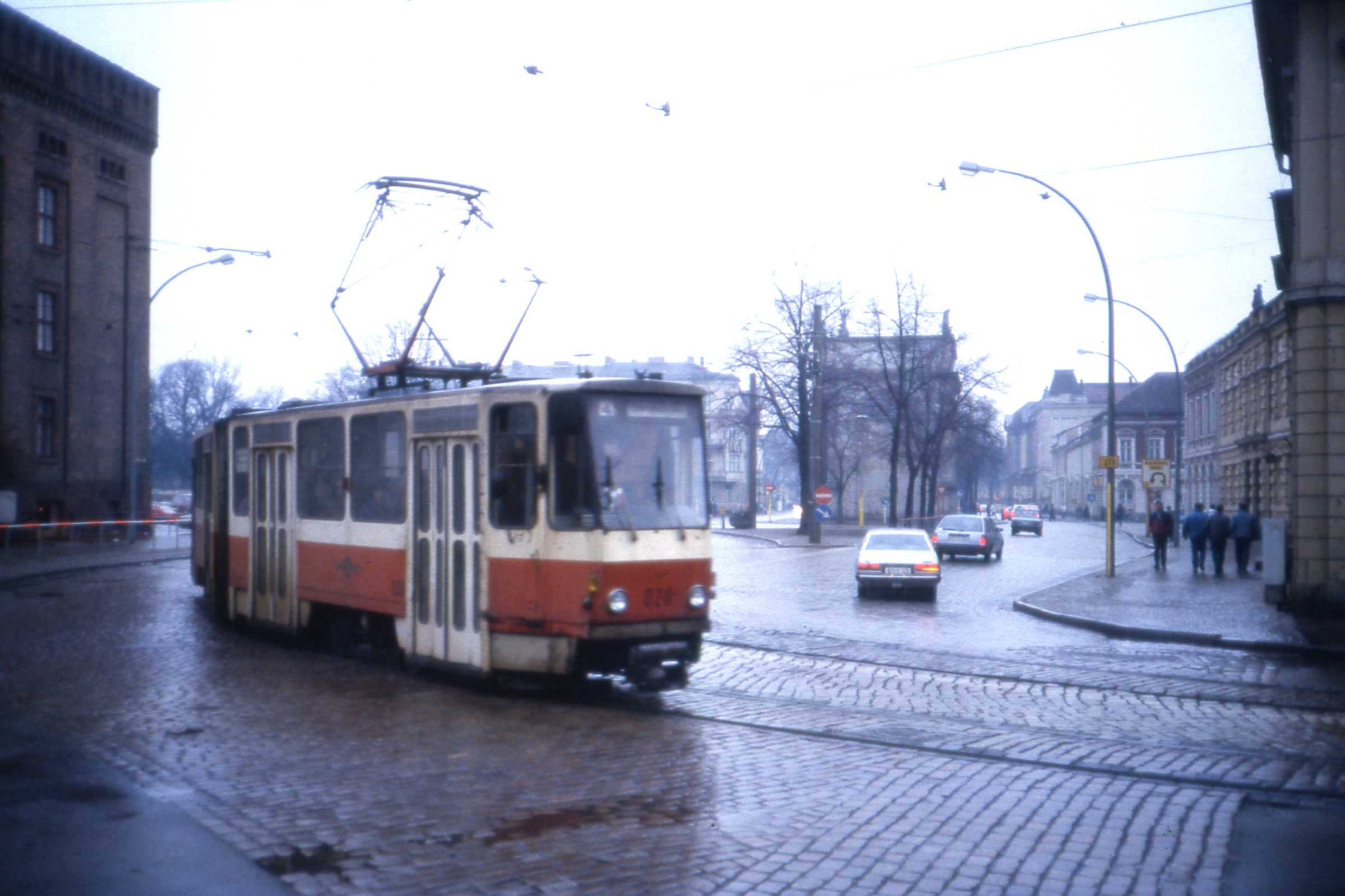
Potsdam
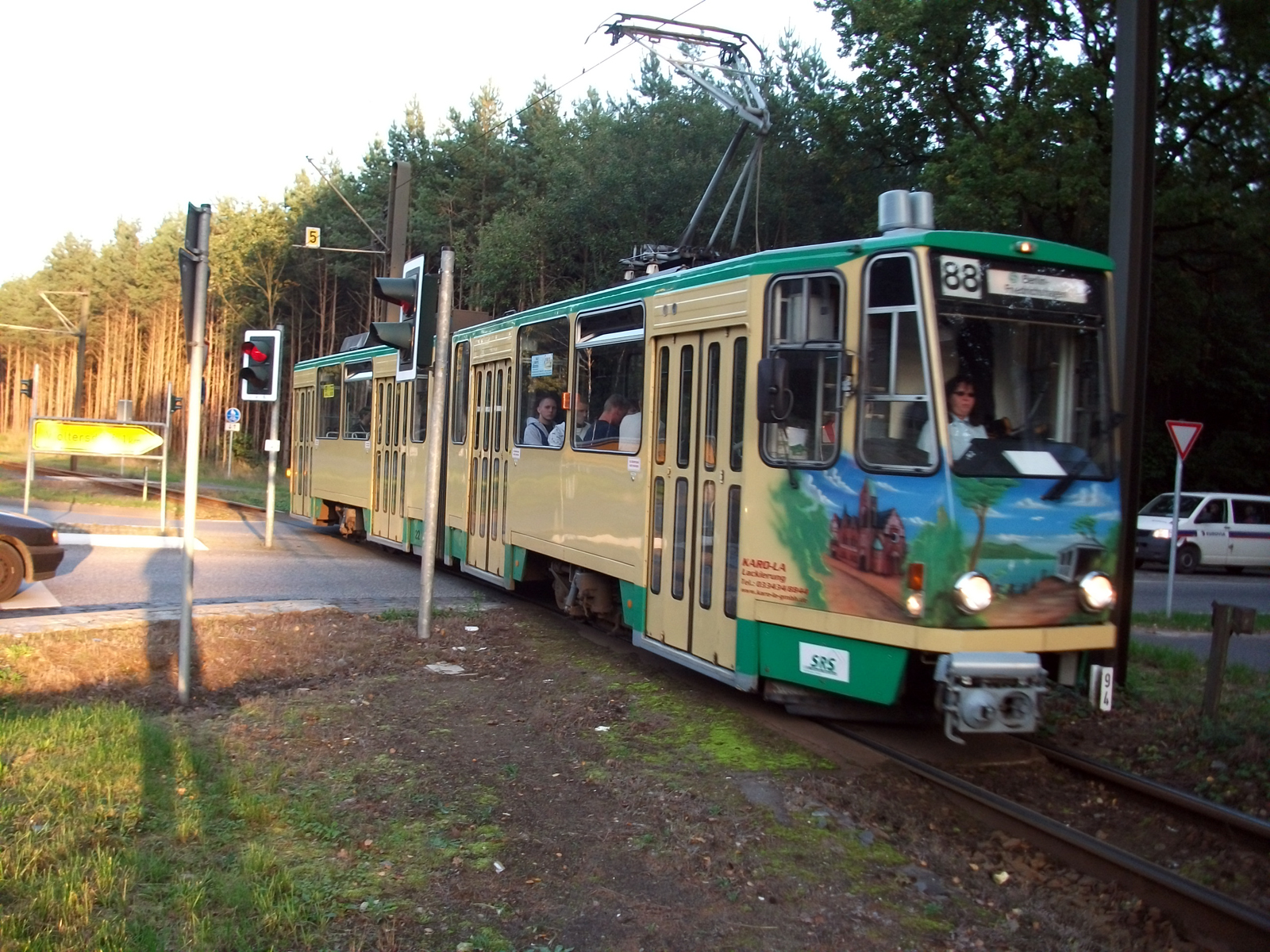
Schöneiche
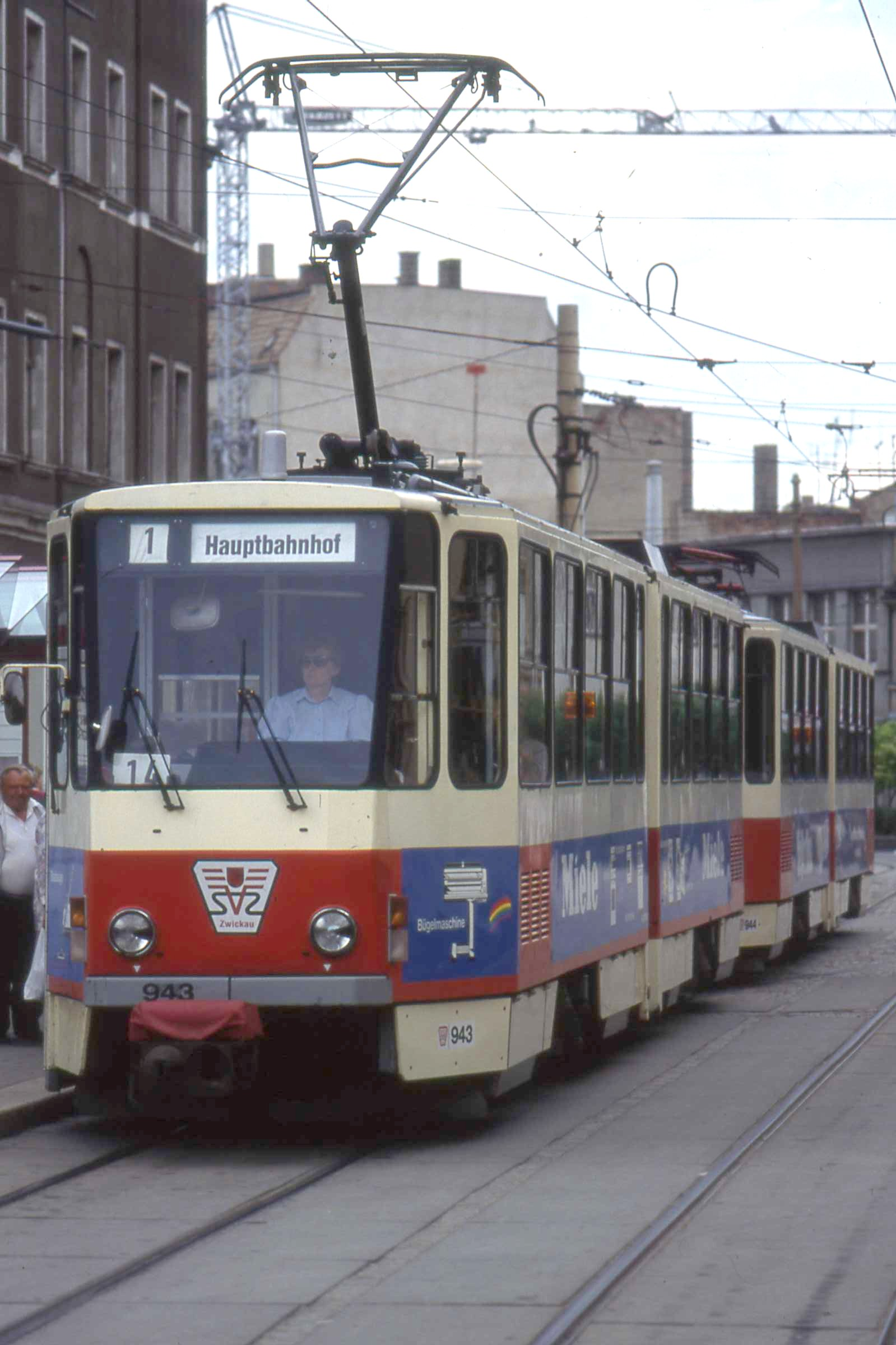
Zwickau
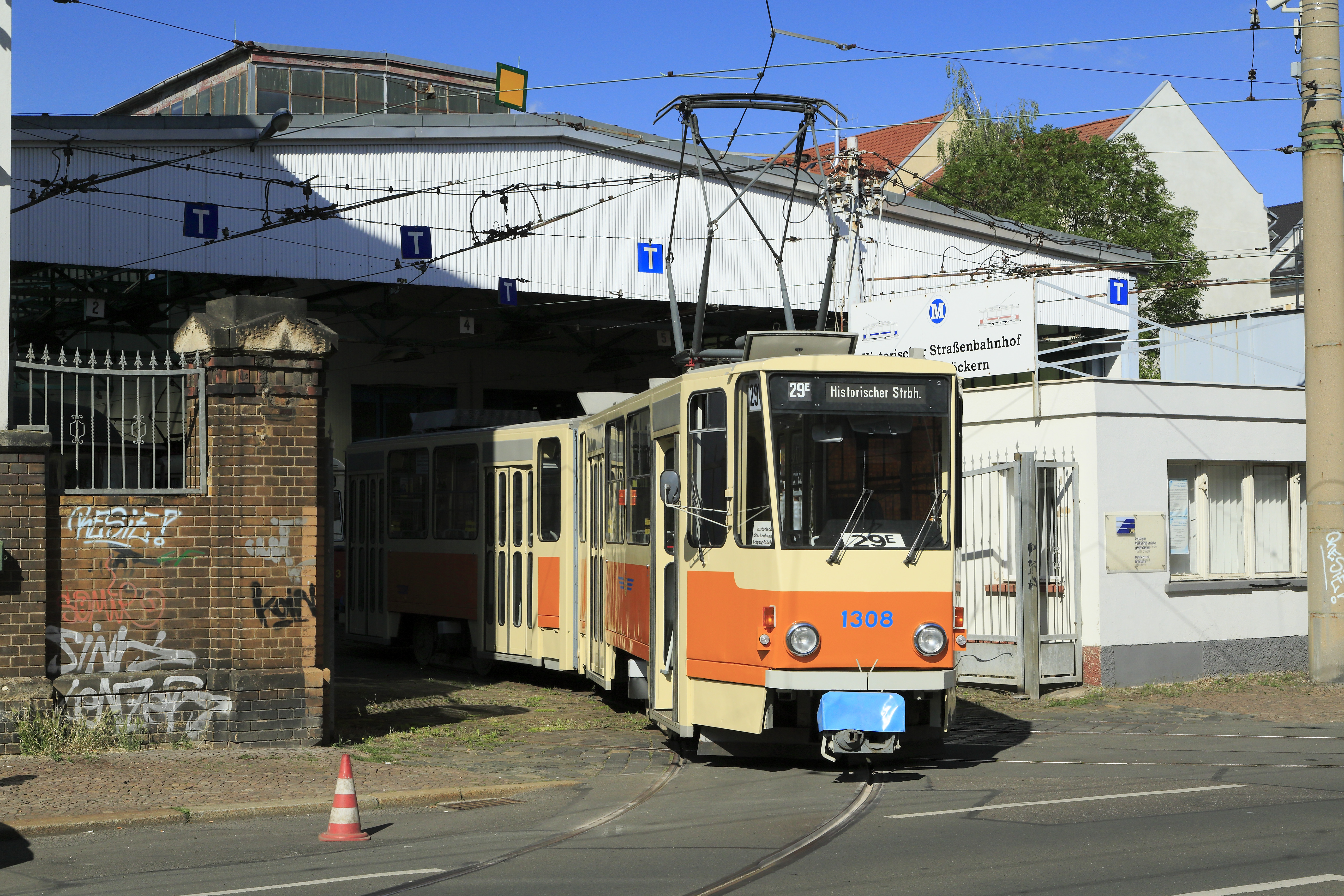
Leipzig, aus Berlin zurückgeholter Museumswagen

Die KT4 können einzeln sowie in Doppel- oder Dreifachtraktion eingesetzt werden. Dreifachtraktionen im Planbetrieb gab es jedoch nur in Erfurt und wenige Monate (Herbst 1989 bis Frühjahr 1990) in Cottbus. In Erfurt, Cottbus und Plauen waren die Wagen auch in Heck-an-Heck-Traktion im Planeinsatz, um bei Baumaßnahmen Strecken ohne Wendeschleifen bedienen zu können. Außer in Berlin, wo 99 Triebwagen mit Thyristorsteuerung (TV3) eingesetzt wurden (erkennbar an den kleineren Lüftern auf der linken Fahrzeugseite und Bezeichnung KT4Dt), hatten alle Wagen ab Werk die Beschleunigersteuerung und ähneln damit technisch dem Typ T4D. Die Wagen für Plauen und Zwickau erhielten eine geänderte Getriebeübersetzung, um die dortigen Steigungen bewältigen zu können; ihre Höchstgeschwindigkeit beträgt daher nur 55 km/h. Die Wagen mit Standardübersetzung erreichen nach Herstellerangaben 65 km/h. Es wurden jedoch auch höhere Geschwindigkeiten gefahren. So erreichten Fahrzeuge dieses Typs auf der Sternstrecke in Potsdam mit ihren eisenbahntypisch überhöhten Kurven Geschwindigkeiten von annähernd 80 km/h.
Die Wagen befinden sich heute noch in vielen Städten, in die sie geliefert wurden, im aktiven Planeinsatz. Ausnahmen sind Berlin und Leipzig. In Leipzig gab man sämtliche Wagen 1984 nach Berlin ab. Grund dafür war die geringere Kapazität einer KT4D-Doppeltraktion gegenüber T4D-Großzügen (Dreifachtraktionen von KT4D konnten wegen der zu gering dimensionierten Stromversorgung nicht eingesetzt werden), weswegen man keine weiteren Fahrzeuge dieses Typs beschaffte und für die acht vorhandenen keine gesonderte Wartungslinie aufrechterhalten wollte. Mittlerweile wurde der Triebwagen mit der Leipziger Nummer 1308 nach Leipzig zurückgebracht. Nach einer längeren Abstellzeit gelangte er doch in das Leipziger Straßenbahnmuseum und wurde in den Anlieferungszustand zurückversetzt. In Berlin wurden die KT4D im Mai 2021 ausgemustert und beispielsweise nach Polen und in die Ukraine verkauft. In Cottbus wurden 26 KT4D modernisiert und zu KTNF6 (s. u.) umgebaut und die übrigen Fahrzeuge außer Triebwagen 65 abgegeben. Bei allen Betrieben wurden die Fahrzeuge nach der Wende auf unterschiedliche Weise modernisiert. Die Potsdamer KT4DM und die Cottbusser KTNF6 erhielten im Zuge der Modernisierung eine leicht veränderte Frontpartie mit tieferliegendem Knick über den Scheinwerfern.
Während sie vor allem bei kleineren Betrieben noch länger zum Alltag gehören werden, sind sie in den größeren Städten teilweise durch Niederflurfahrzeuge ersetzt worden und aus dem Dienst ausgeschieden. Gleichzeitig führten bei einigen Betrieben Probleme bei der Abnahme der Niederflurfahrzeuge zu weitaus längeren Einsatzzeiten der KT4DM als zunächst vorgesehen, so zum Beispiel in Potsdam.
Die KT4 sind vom Hersteller für den Betrieb mit 600 Volt Gleichspannung ausgelegt worden. Bei einer Erhöhung der Spannung auf 750 V werden Altfahrzeuge mit Beschleuniger (also nur mit Dachwiderständen ohne elektronische Bauelemente) in der Regel ausgemustert, weil eine Umrüstung zu aufwändig und damit zu teuer wäre. KT4-Wagen mit darauf angepasster Chopper-Steuerung können dagegen auch mit 750 V betrieben werden.

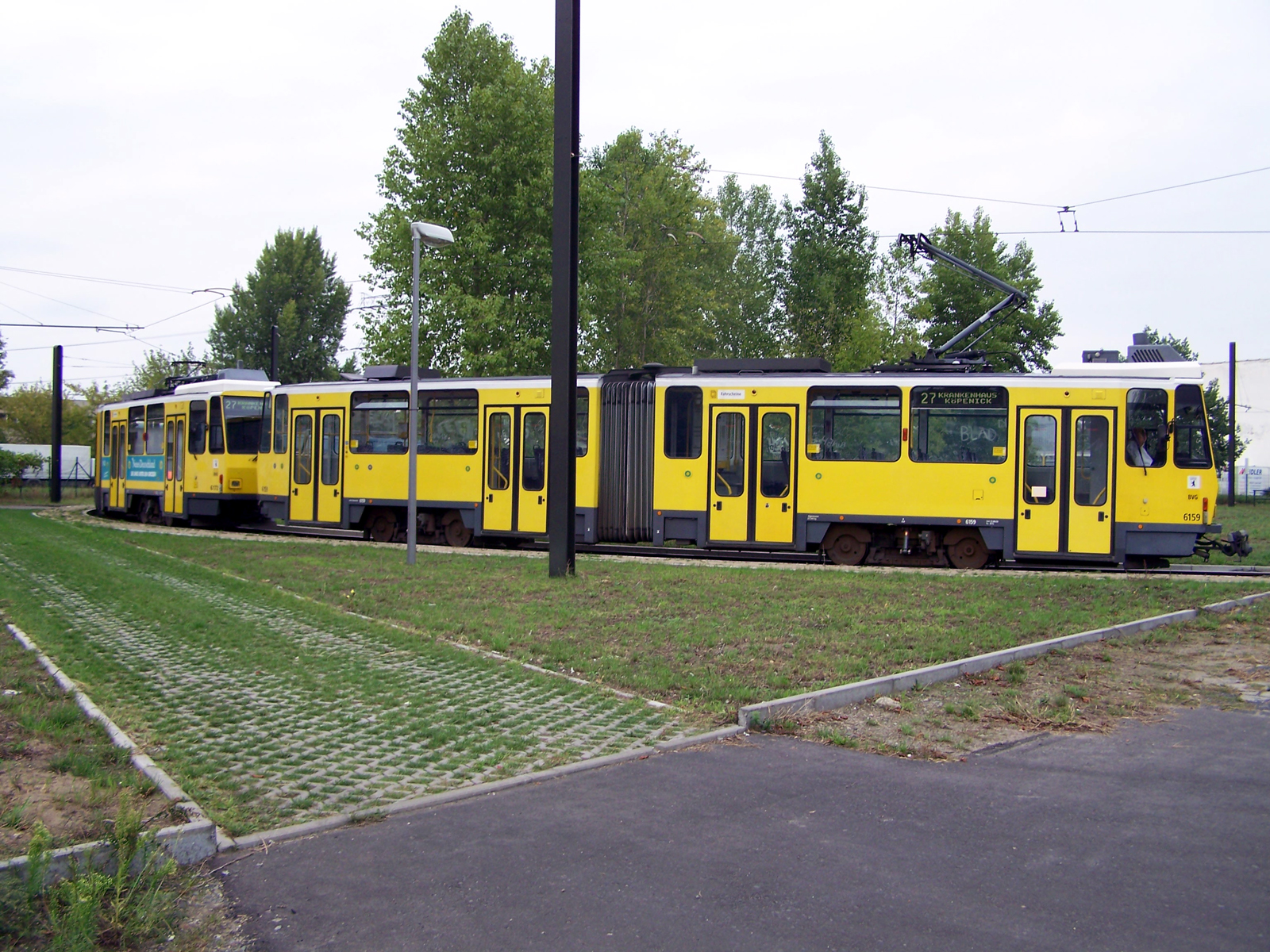
KT4Dm in Berlin
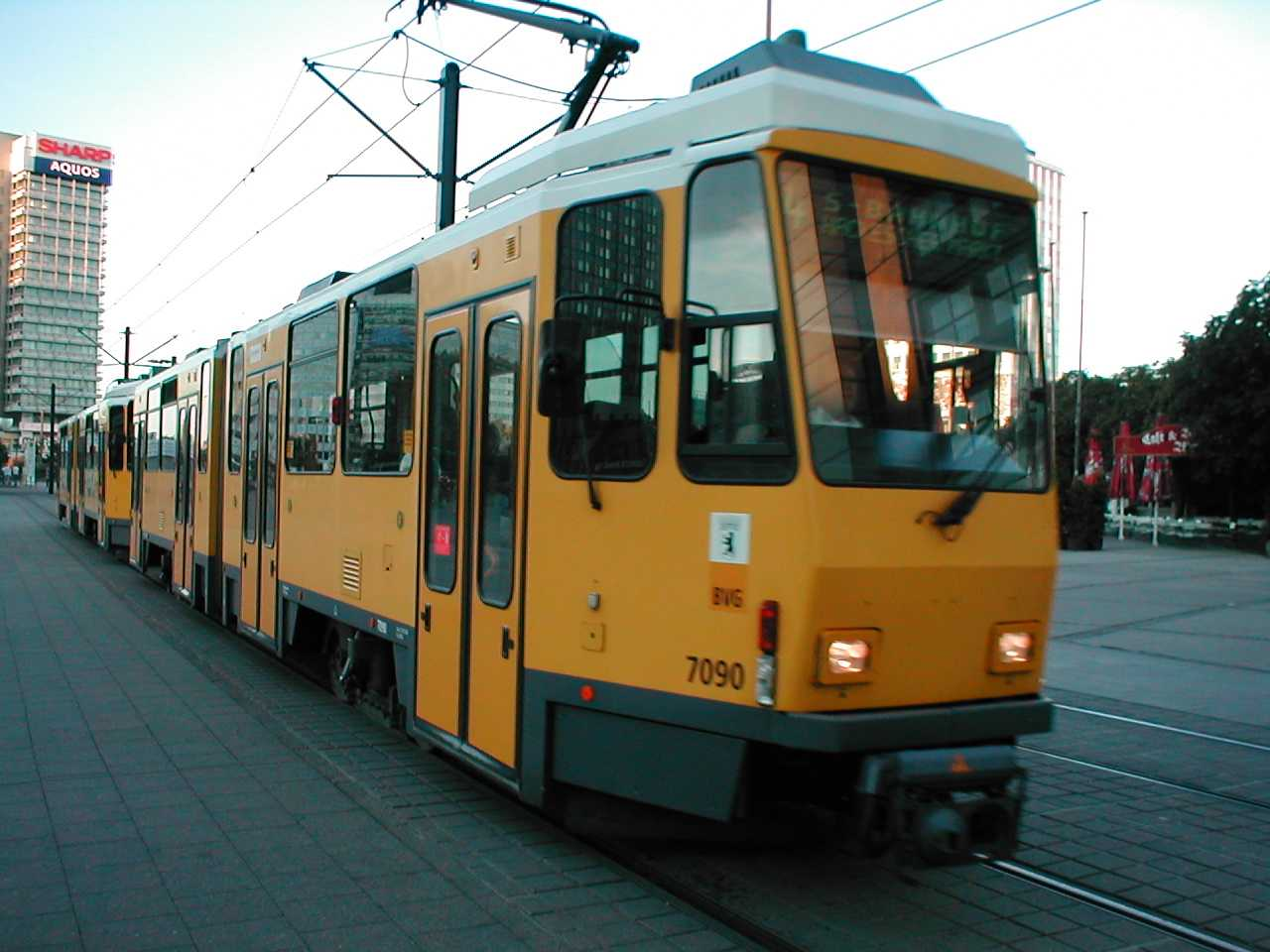
KT4Dt am Berliner Alexanderplatz
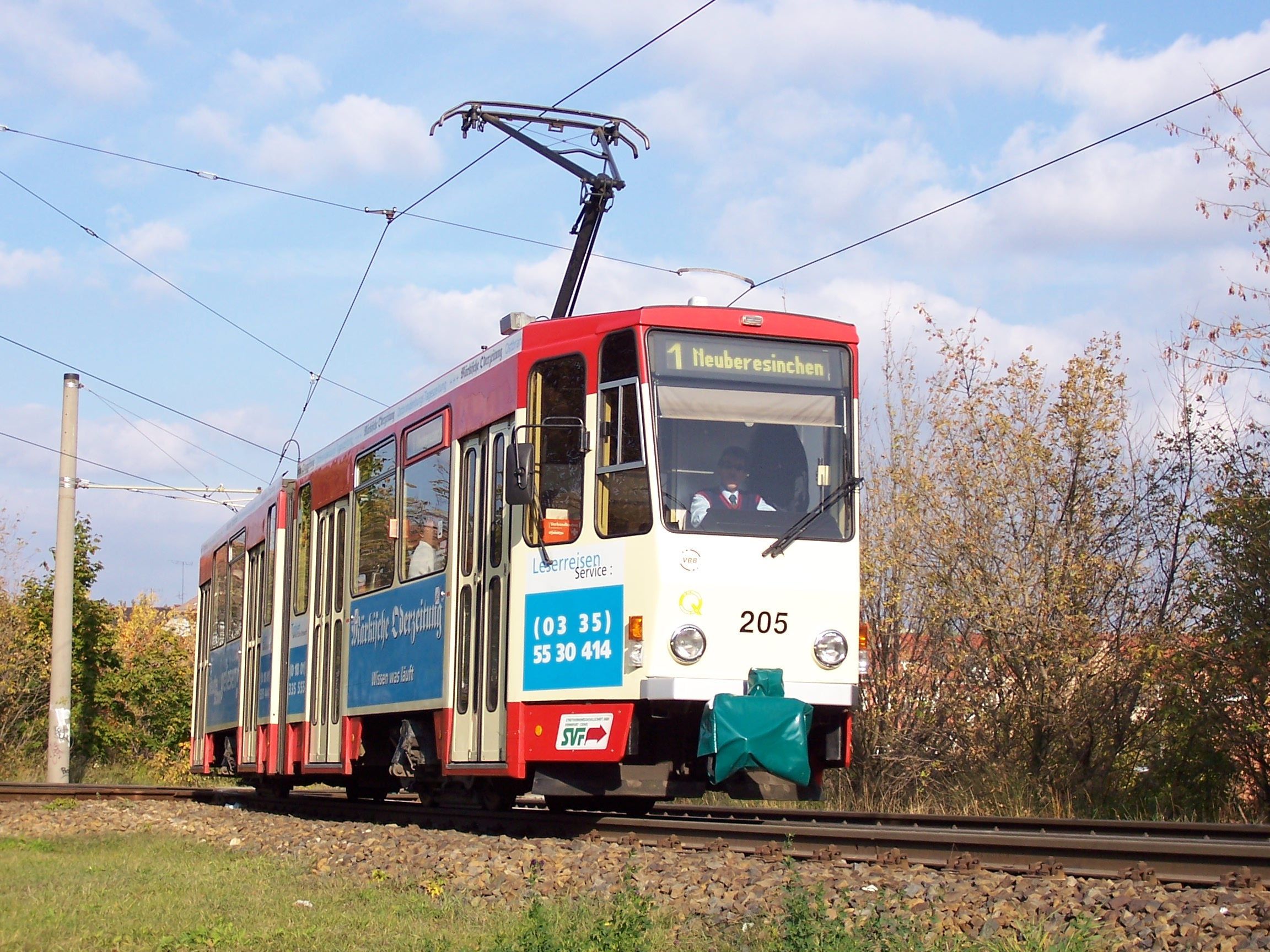
KT4Dm in Frankfurt (Oder)
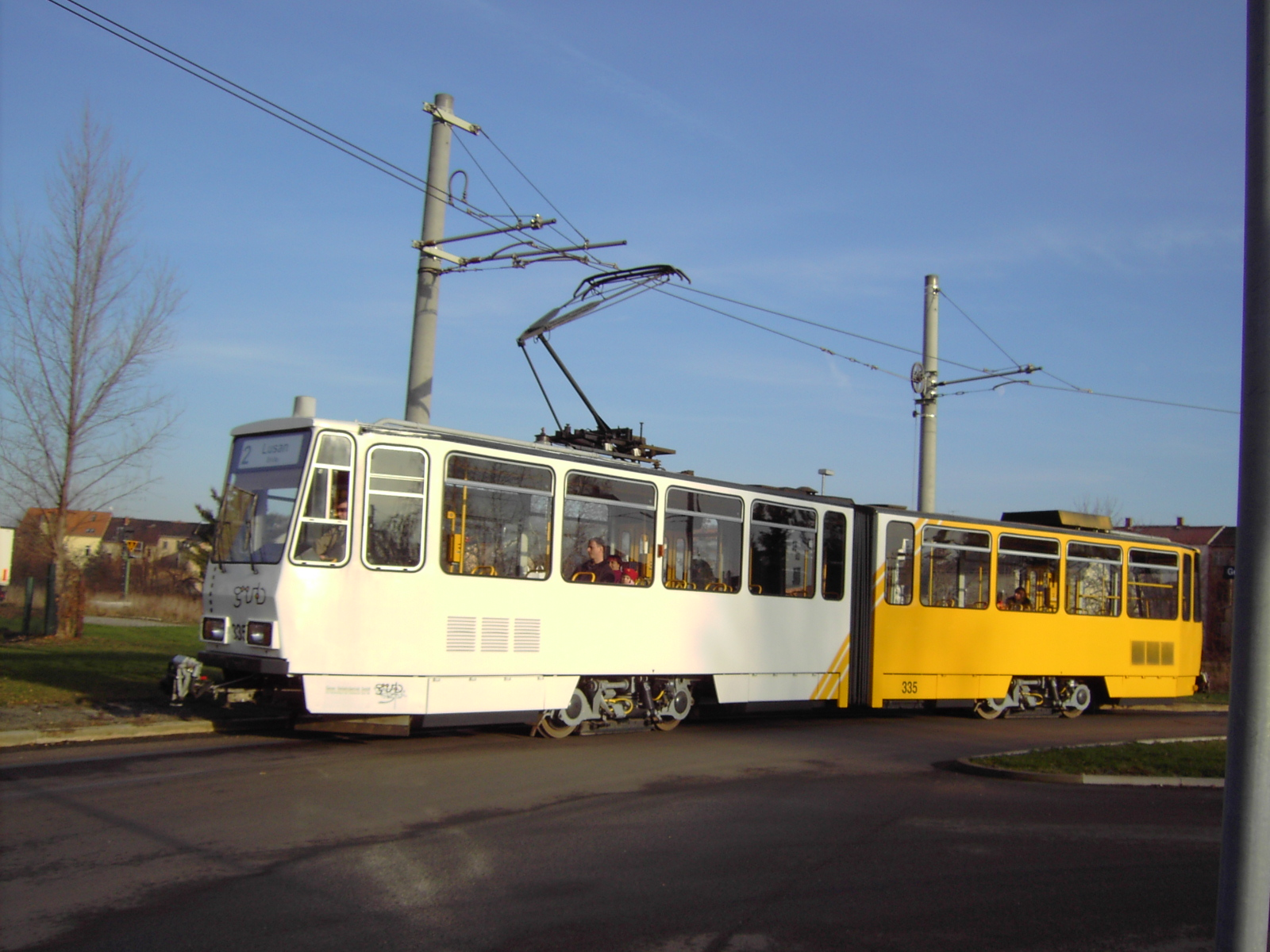
KT4Dm in Gera
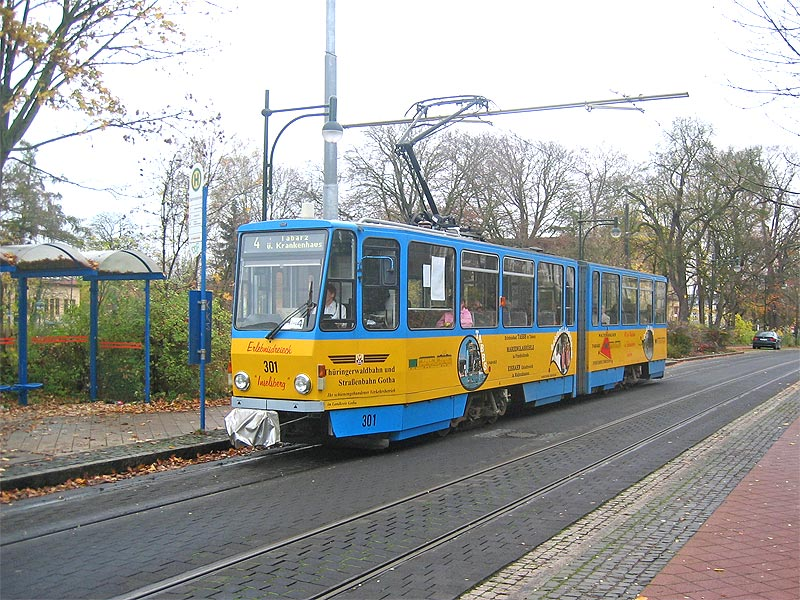
Tw 301, ein KT4D mod in Gotha 2005
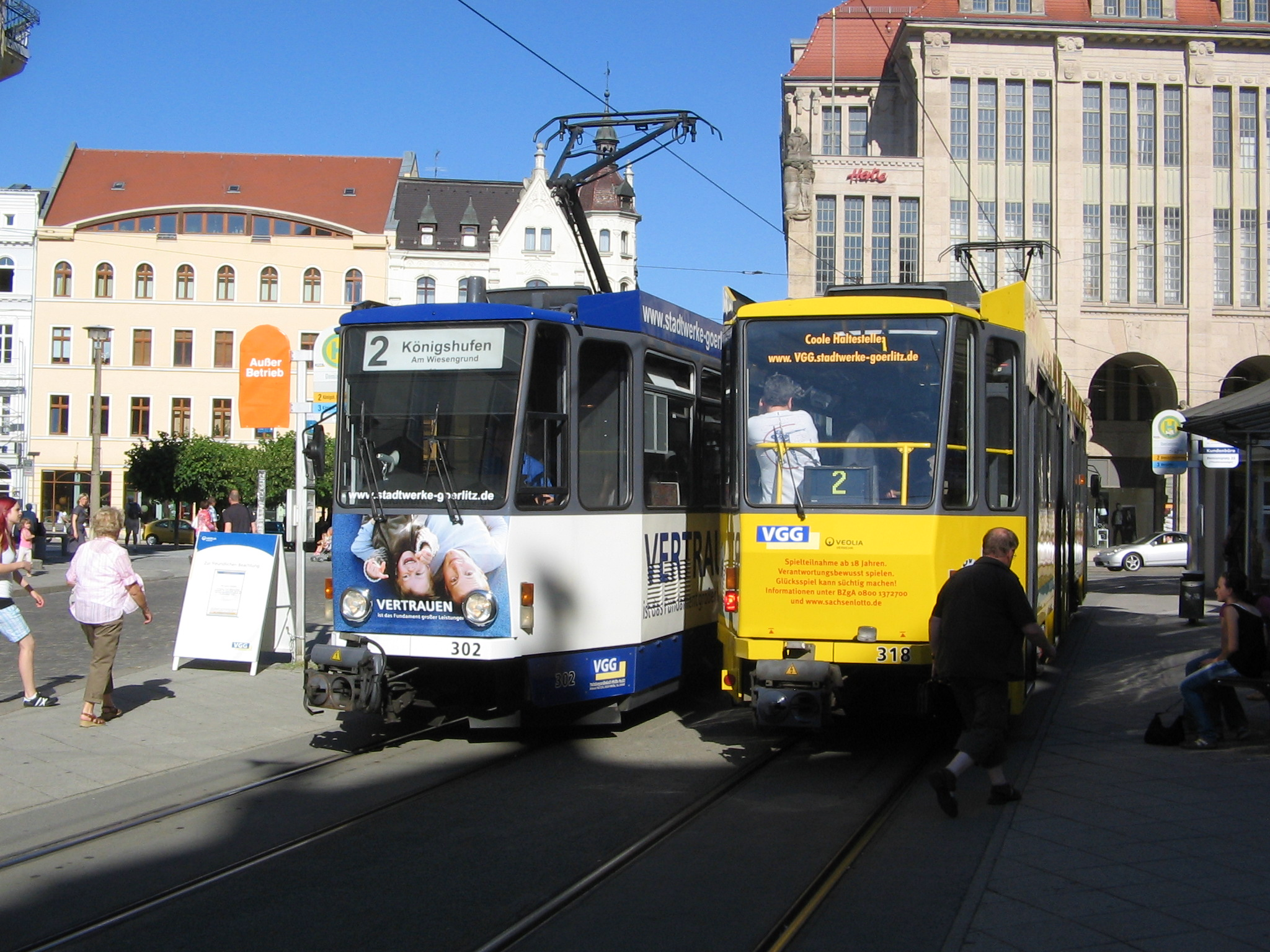
Görlitzer Lackierung bis 2019
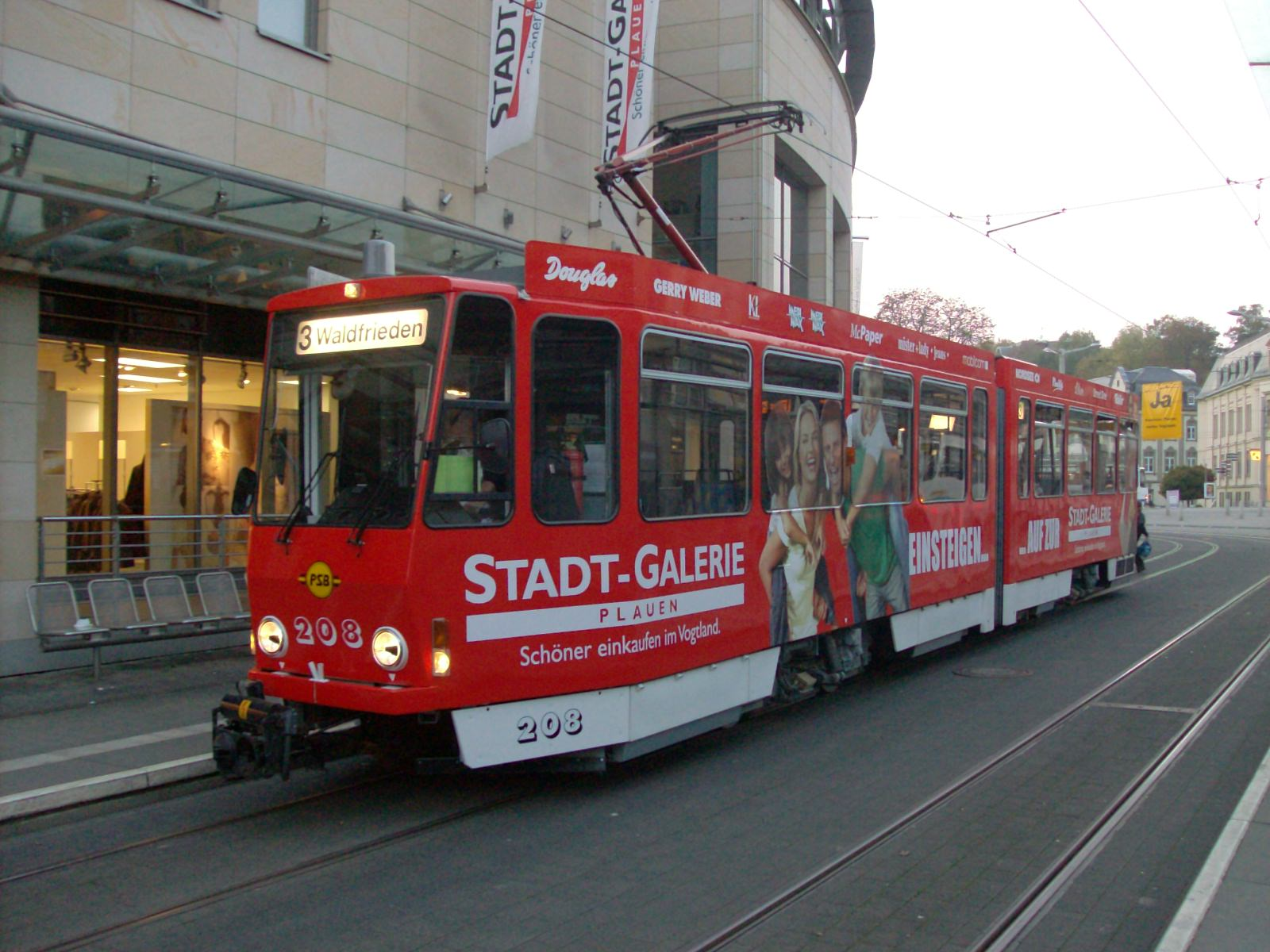
Modernisierter KT4D in Plauen
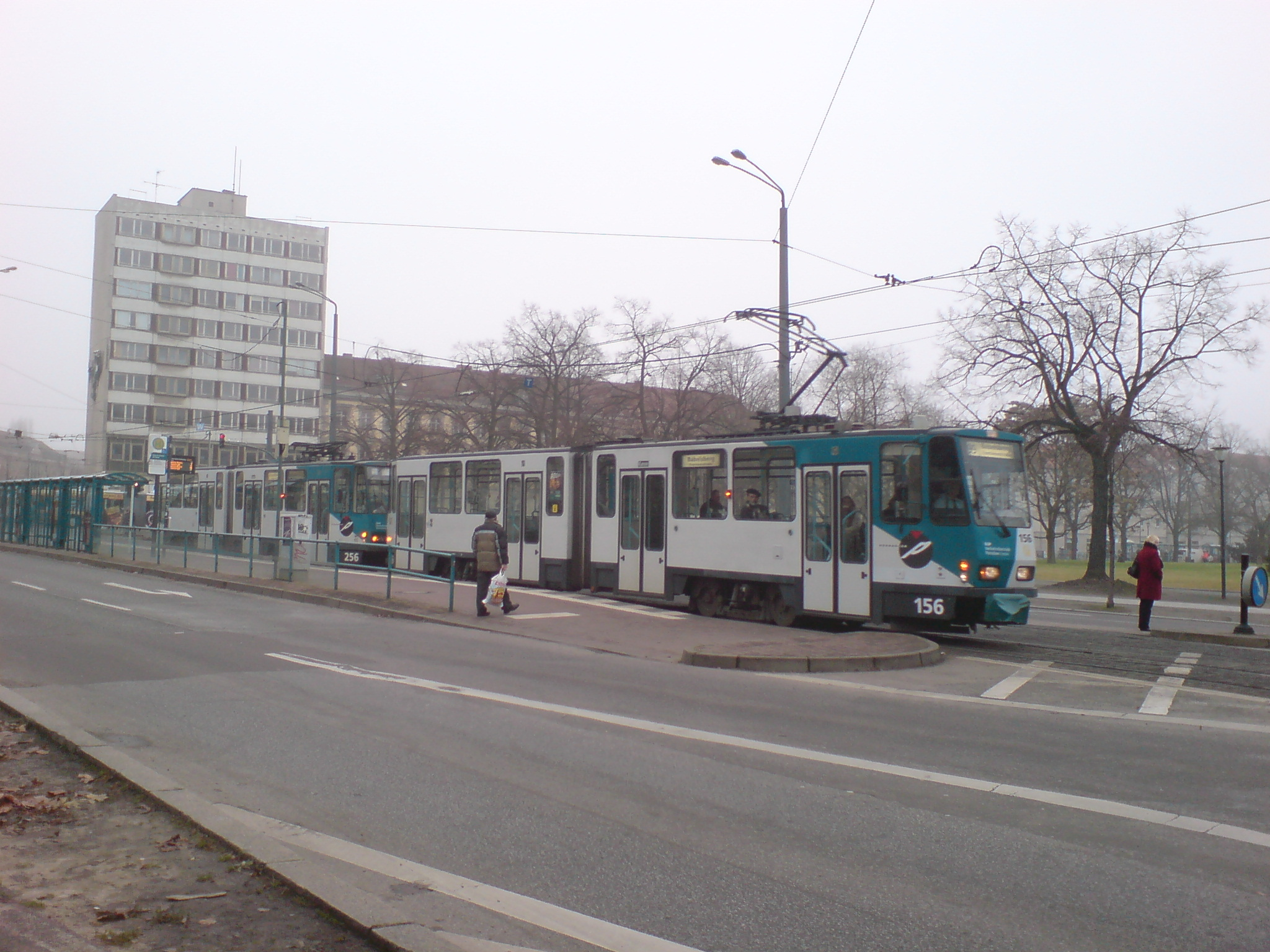
KT4Dm-Doppeltraktion in Potsdam
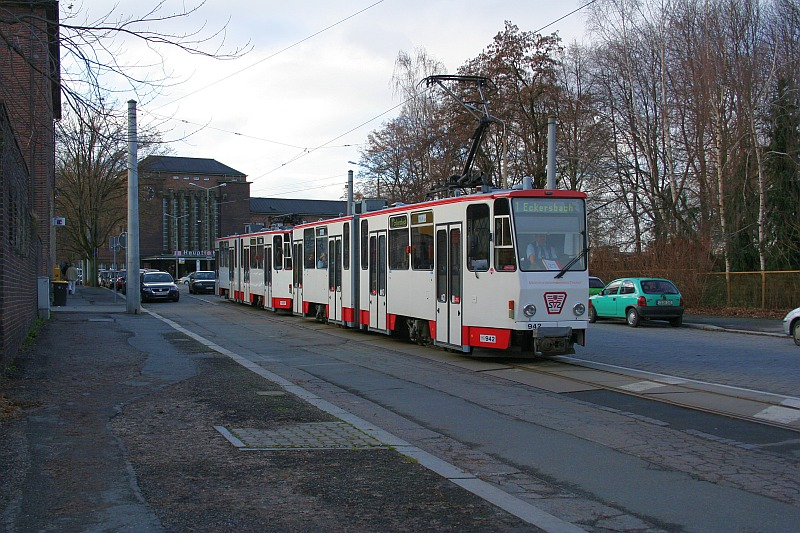
KT4DC aus Zwickau

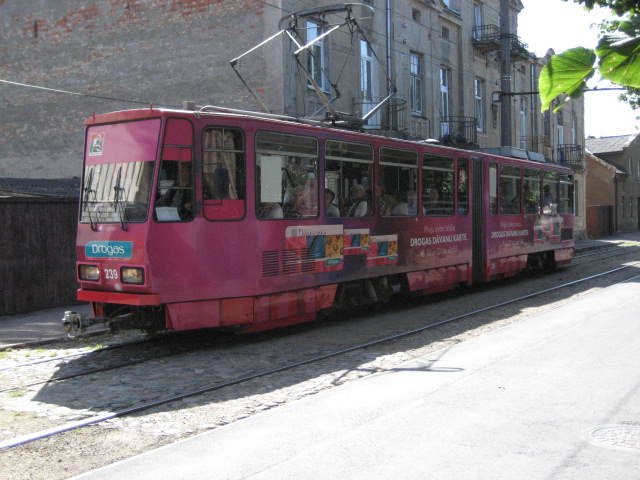
KT4D 239 in Liepāja, vorher verkehrte er in Gera
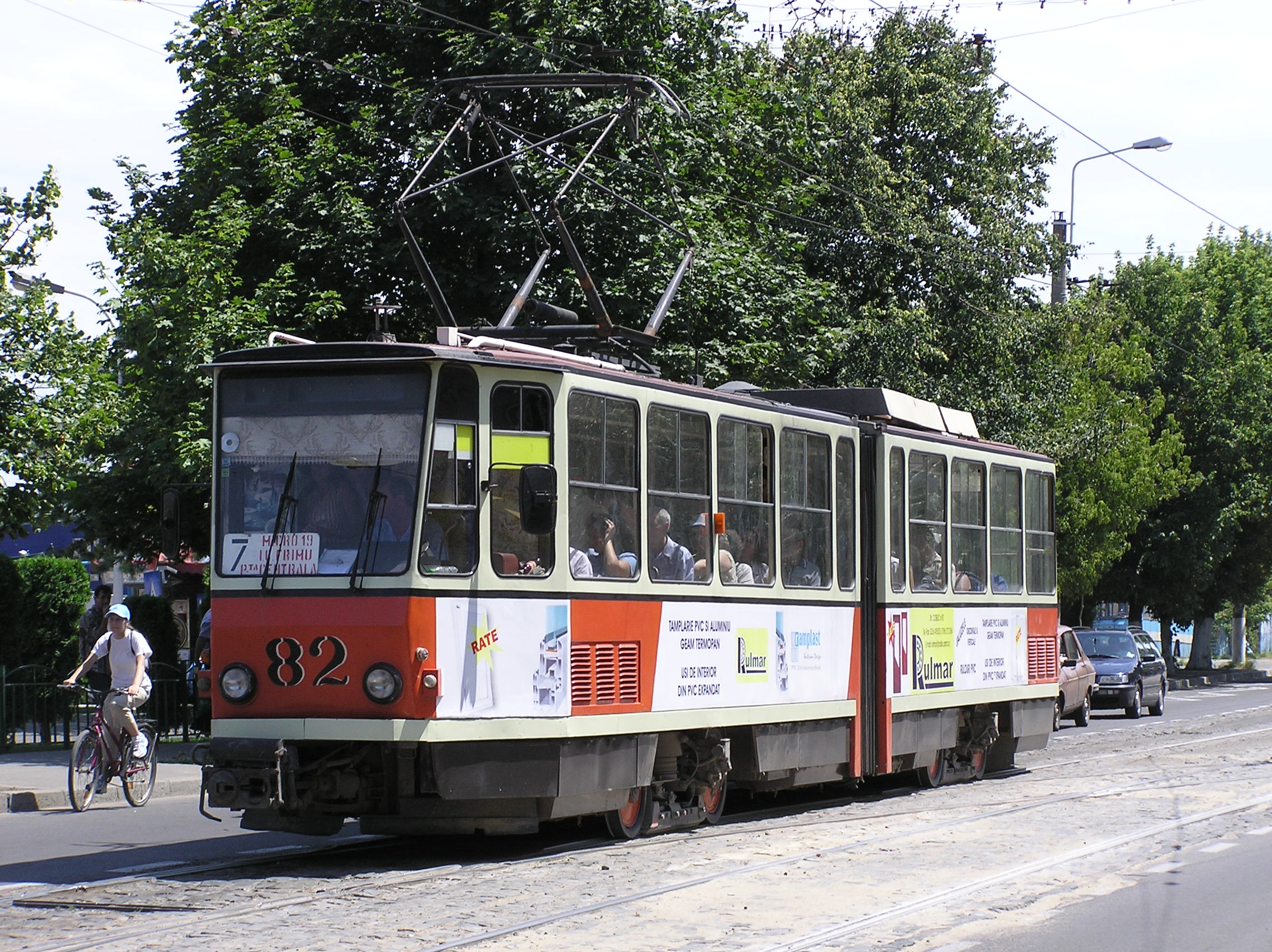
KT4D 82 in Galați, vorher Berlin
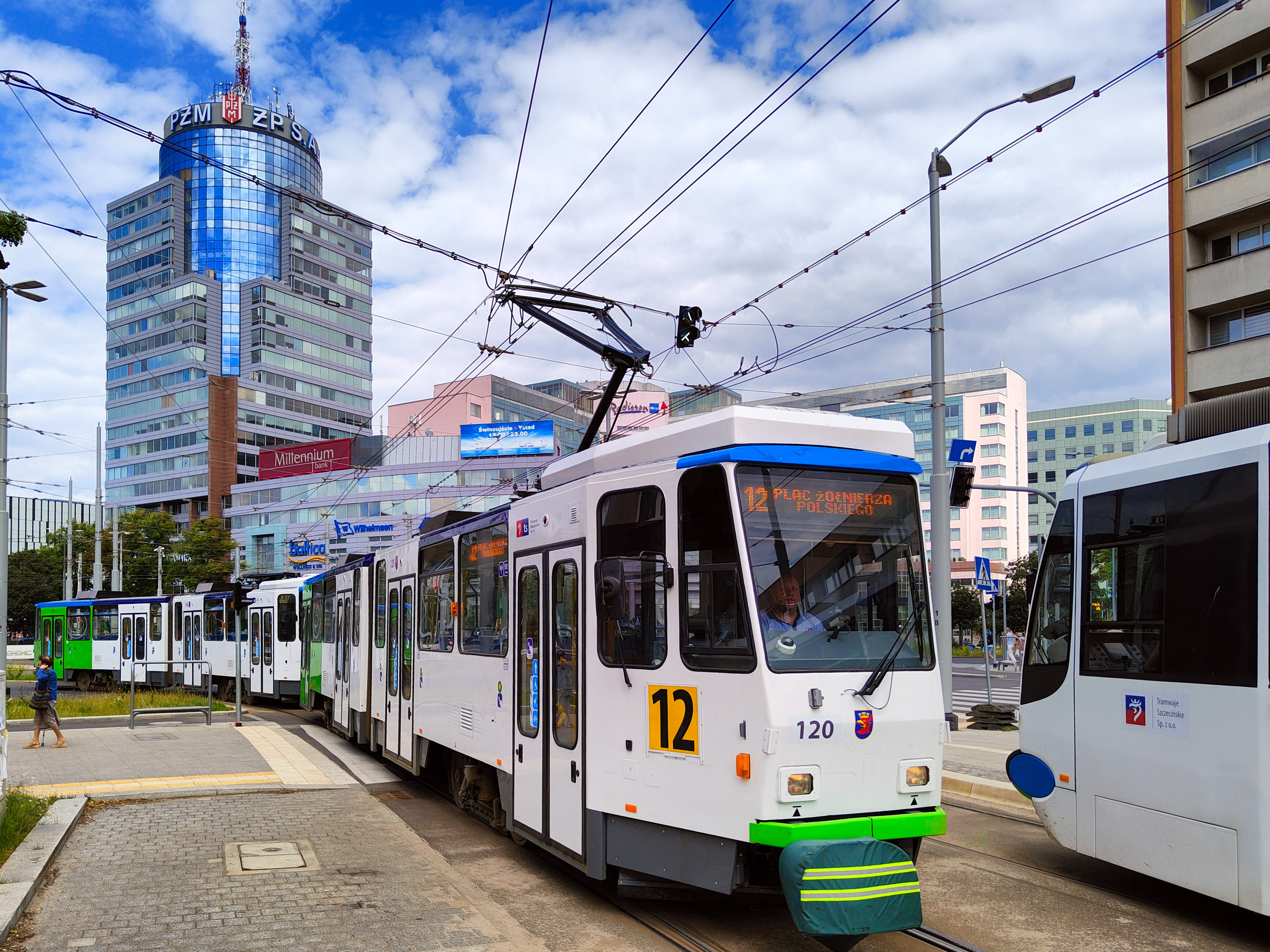
KT4DtM in Doppeltraktion in Stettin, ex Berlin
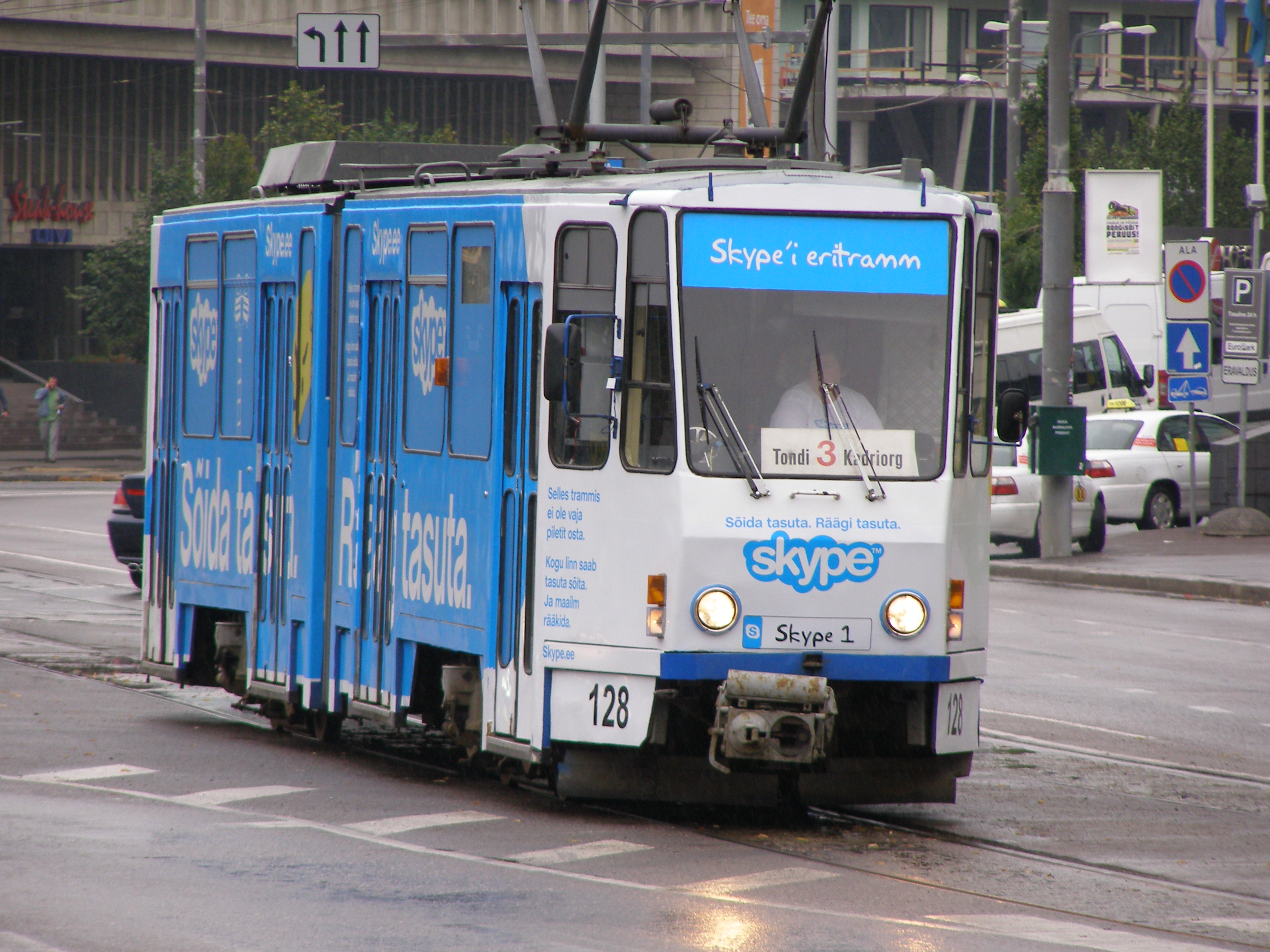
KT4D 128 in Tallinn, vorher verkehrte er in Cottbus

#### Umbau zu unechten Zweirichtungswagen

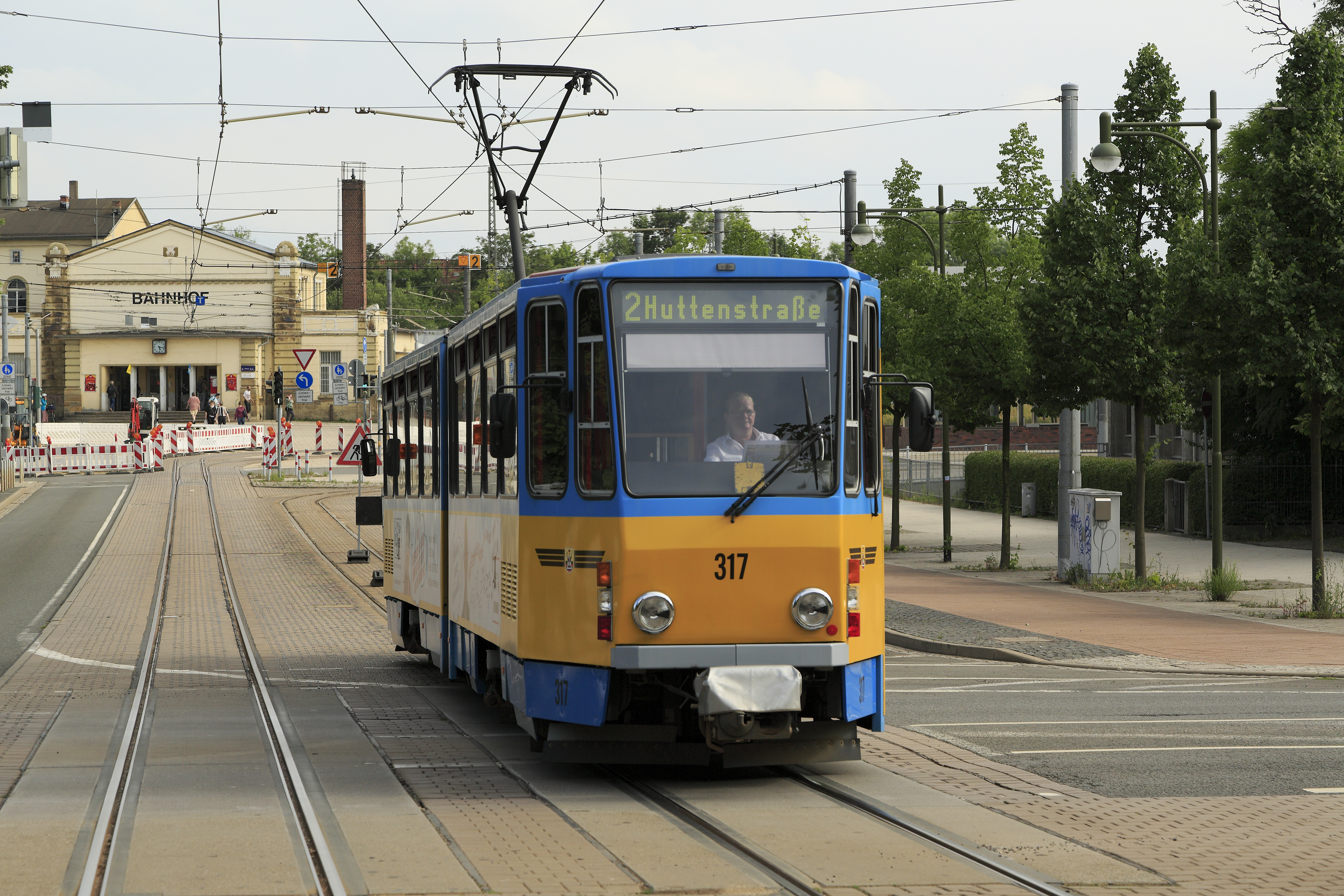
ET 317 in Gotha, Führerstand am B-Ende

In Erfurt (Wagen 405, später 434 und 435; Umbau 1985 bzw. 1987) und Gotha (Wagen 316 und 317; Umbau 2010/2012) erhielten einige Wagen am B-Ende einen zusätzlichen Führerstand, es wurden aber keine Türen auf der linken Seite eingebaut. Mittlerweile sind die zwei Zweirichtungswagen 405 und 435 nicht mehr in Erfurt. Der 405 ging in das Eisenbahnmuseum Weimar und der 435 im Jahr 2013 nach Jena. Dort ist er zum Arbeitswagen 490 geworden. Während die Erfurter Wagen für den Baustellenbetrieb vorgesehen waren, verkehrt einer der Gothaer Zweirichtungswagen planmäßig auf der Linie 6 in Waltershausen und erspart die Rangierfahrt am Gleisdreieck.
Auch die Stadt Jewpatorija auf der Halbinsel Krim baute ihre drei KT4 mit den Nummern 31, 38 und 39 zu unechten Zweirichtern um. Hierbei wurde ein zusätzlicher Einholmstromabnehmer auf die B-Teile aufgesetzt.
Ein echter Zweirichtungswagen wurde für die Lockwitztalbahn projektiert. Er sollte gesickte Seitenwände und drei Türen pro Fahrzeugseite erhalten. Wegen der Streckenstilllegung im Dezember 1977 wurde das Projekt nicht weiterverfolgt.

#### KT4D-Modernisierung in Berlin
Zwischen 1993 und 1997 wurde die Hälfte der Fahrzeuge des Typs KT4D umfangreich modernisiert. Die übrigen wurden bis 1999 verkauft oder verschrottet. Eine erneute Modernisierung der Hochflur-Typen KT4D-t mod / KT4D mod wird aus wirtschaftlichen Gründen von der BVG abgelehnt. Dennoch erhielten 2014 zwanzig, später weitere 20, KT4D-mod-Wagen eine nach § 57 der BOStrab für vier Jahre geltende Hauptuntersuchung, um Nachfragesteigerungen abfangen zu können. Die letzten Wagen wurden im Mai 2021 abgestellt.

#### Modernisierung in Gotha
Die in Gotha und auf der Thüringerwaldbahn eingesetzten Tatras Typ KT4D von 1981 und 1982 wurden allesamt zwischen 1997 und 1999 mit Kiepe Elektrik modernisiert. Seitdem wird für diese Fahrzeuge die Bezeichnung KT4D mod (mod für „modernisiert“) verwendet.

#### Modernisierung Erfurt
In Erfurt wurden die Wagen im Innenraum erneuert und neue Fenster und Sitze eingebaut. Viele Wagen bekamen Düwag-Falttüren, darunter die unechten Zweirichtungswagen 405 und 435. Die Beschleunigersteuerung wurde beibehalten. Die Wagen 512, 520, 522 und 530 erhielten eine Choppersteuerung. Im Oktober 2014 wurde die Fahrdrahtspannung von 600 auf 750 Volt erhöht. Die darauf nicht ausgelegten Wagen mit Beschleunigersteuerung wurden zu diesem Zeitpunkt ausgemustert und der Linienverkehr mit den KT4D beendet.

#### Modernisierung Potsdam
In Potsdam wurde die Inneneinrichtung und Fahrerkabine erneuert. Die Triebwagen bekamen eine Choppersteuerung und neue Schwenktüren. Dabei wurden sie in führende (mit 100er Nummer) und geführte (200er Nummer) Triebwagen unterteilt. Die geführten Triebwagen behielten dabei ihre Führerstände. Bei einem Unfall wurde der KT4D 068 (ex Berlin 219 531) an der Frontpartie so stark beschädigt, dass er beim Waggonbau Bautzen eine neue Front bekam. Sie war weiter nach unten gezogen und hatte eckige Frontscheinwerfer. Der Wagen erhielt später die Nummer 156. Diese neue, stärker nach unten gezogene Front wurde im Rahmen der Modernisierung bei weiteren Wagen eingebaut. Das betraf auch Cottbuser Wagen.

#### KTNF6
Einige der modernisierten KT4D-Einheiten in Brandenburg und Cottbus wurden mit einem Niederflurmittelteil versehen, der zwischen den beiden Wagenhälften eingefügt wurde und die Fahrzeuge um acht Meter verlängerte. Die Gelenke mussten ebenfalls umgebaut werden, da sie einen zusätzlichen Freiheitsgrad um die Querachse benötigen. Das Dachgelenk entfiel dabei. Tallinn ließ ebenfalls einige Wagen mit Niederflurmittelteilen versehen. Da die Fahrzeuge durch den Umbau etwa zehn Tonnen schwerer geworden waren, wurden bei allen Wagen die Anker der Fahrmotoren neu gewickelt (höhere Wicklungszahl bei geringerem Querschnitt), sodass die Motorleistung von 45 auf 50 bis 54 Kilowatt stieg. In Tallinn erhielten die Umbauwagen die Typenbezeichnung KT6T. Die Tallinner Niederflur-KT6T behielten im Gegensatz zu den Brandenburger und Cottbuser Wagen die Falttüren, lediglich die Tür im Niederflurmittelteil ist eine Außenschwenktür. Gegenüber einer teureren Neubeschaffung von Niederflurfahrzeugen war diese Option besonders attraktiv, da die zum damaligen Zeitpunkt noch nicht ausmusterungswürdigen Fahrzeuge weiterverwendet und durch den Niederfluranteil dennoch die Fahrgastfreundlichkeit gesteigert werden konnte. Das Mittelteil des KTNF6 besteht aus glasfaserverstärktem Kunststoff, einer Entwicklung von Schindler-Waggon. Die gelenkten, u-förmig gekröpfen Achsen mit Losrädern sind eine Entwicklung von FIAT-SIG. Die Mittelteile wurden beim Gerätebau Mittenwalde komplettiert und in die KT4D eingefügt. Sie bieten 17 Sitzplätze und Raum für Rollstühle, Kinderwagen, Fahrräder und Gepäck. Die KTNF6 befinden sich zurzeit in einem Langläuferprogramm, um sie für weitere Jahre zu ertüchtigen.
Die Tallinner KT6T wurden ebenfalls modernisiert und erhielten eine neue Lackierung, die den zuvor gelieferten Urbos AXL entsprach.
KTNF8
Zwischen dem 20. und 29. September 1996 war der Cottbuser KTNF6 172 zu Testzwecken in Gera. Man wollte auch hier die recht gut erhaltenen KT4D zu Niederflurwagen umbauen, jedoch war der Verkehrsbetrieb mit dem Mittenwalder Mittelteil wegen der Losradlaufwerke nicht zufrieden. Obendrein fahren in Gera die KTNF8 mit den KT4DMC in Zugverbänden (KTNF8+KT4DMC). Bei einem Ausfall des hinteren Wagen muss der KTNF8 bzw. das Mittelteil auch die Zug- und Bremskräfte des hinteren Triebwagens aufnehmen können. Die Geraer Verkehrsbetriebe gingen einen anderen Weg und ließen bei ČKD für die Wagen 348 bis 353 sechs vierachsige Mittelteile bauen. Die ersten fünf Wagen wurden 2001 fertiggestellt. Da ČKD zwischenzeitlich Insolvenz beantragen musste, blieb das letzte Mittelteil in Prag. Aus der Insolvenzmasse konnte es 2003 erworben und nach Gera überführt werden. Damit wurde auch der verbliebene Wagen zum KTNF8 umgebaut.
Im ukrainischen Winnyzja baute man in die aufwändig modernisierten KT4 ebenfalls vierachsige Mittelteile ein. Hier haben die Mittelteile dieselbe Form wie die KT4 bekommen, sodass die recht futuristischen Fahrzeuge kaum wiederzuerkennen sind.

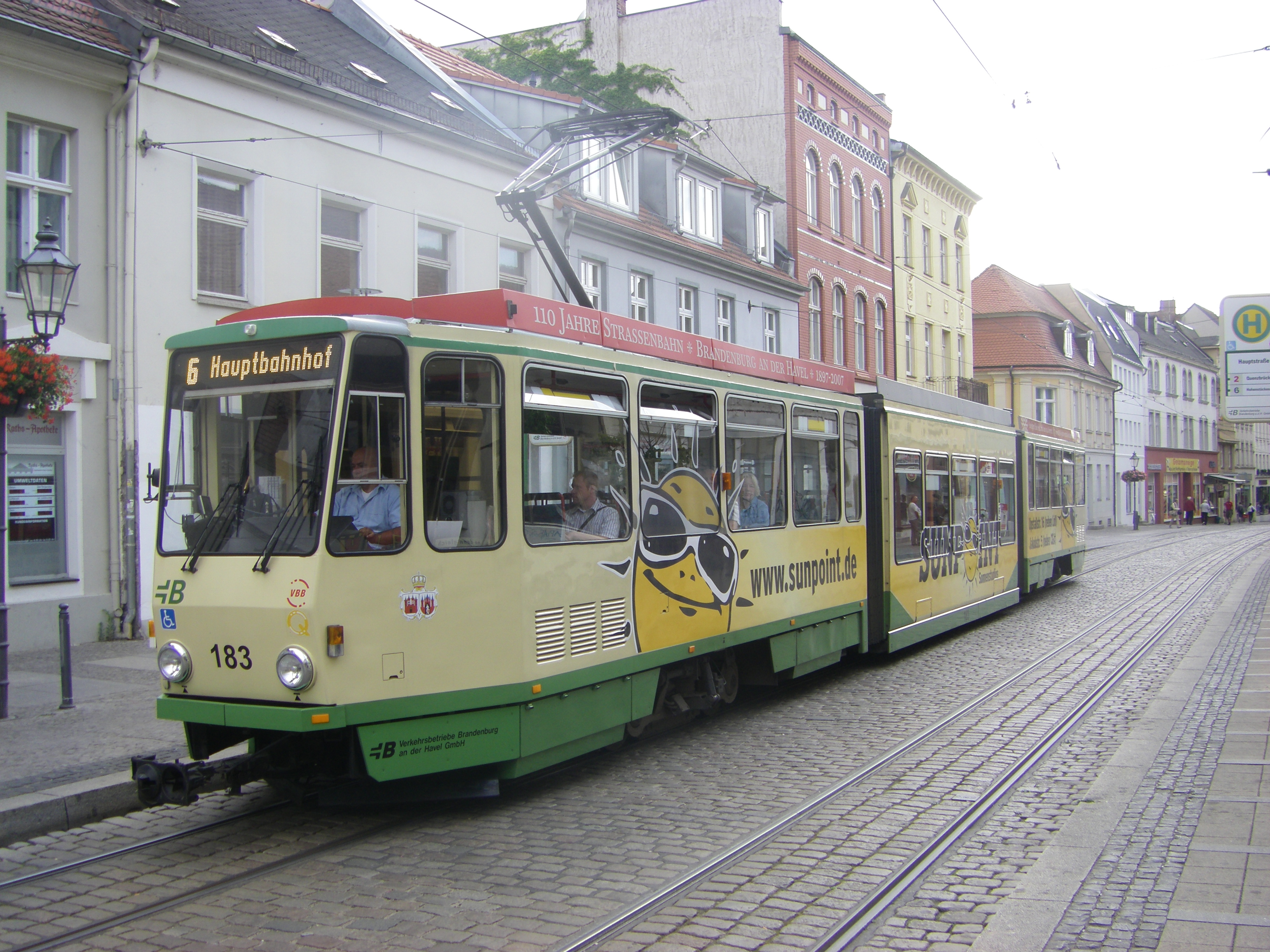
KTNF6 in Brandenburg
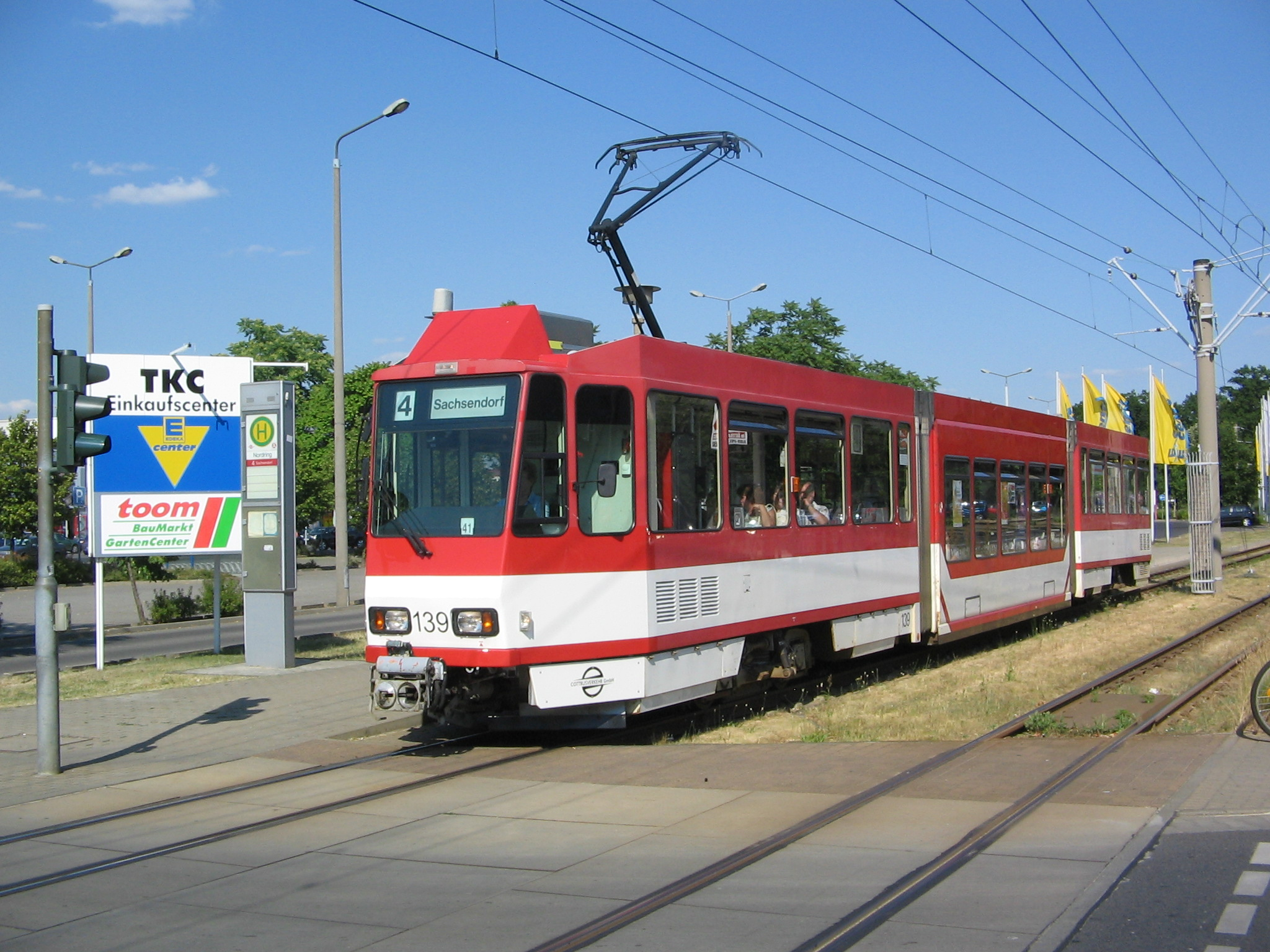
KTNF6 in Cottbus
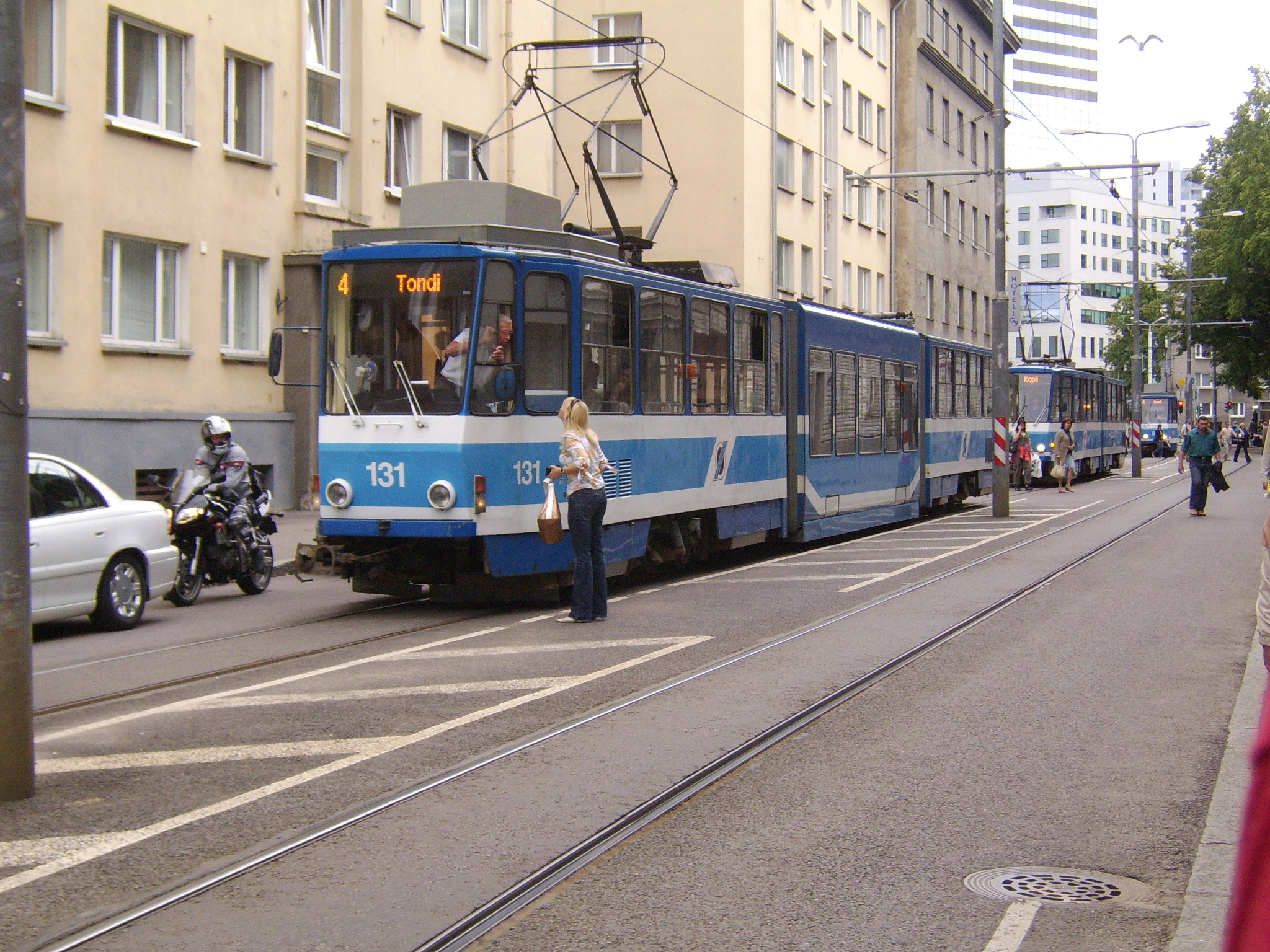
KT6T in Tallinn
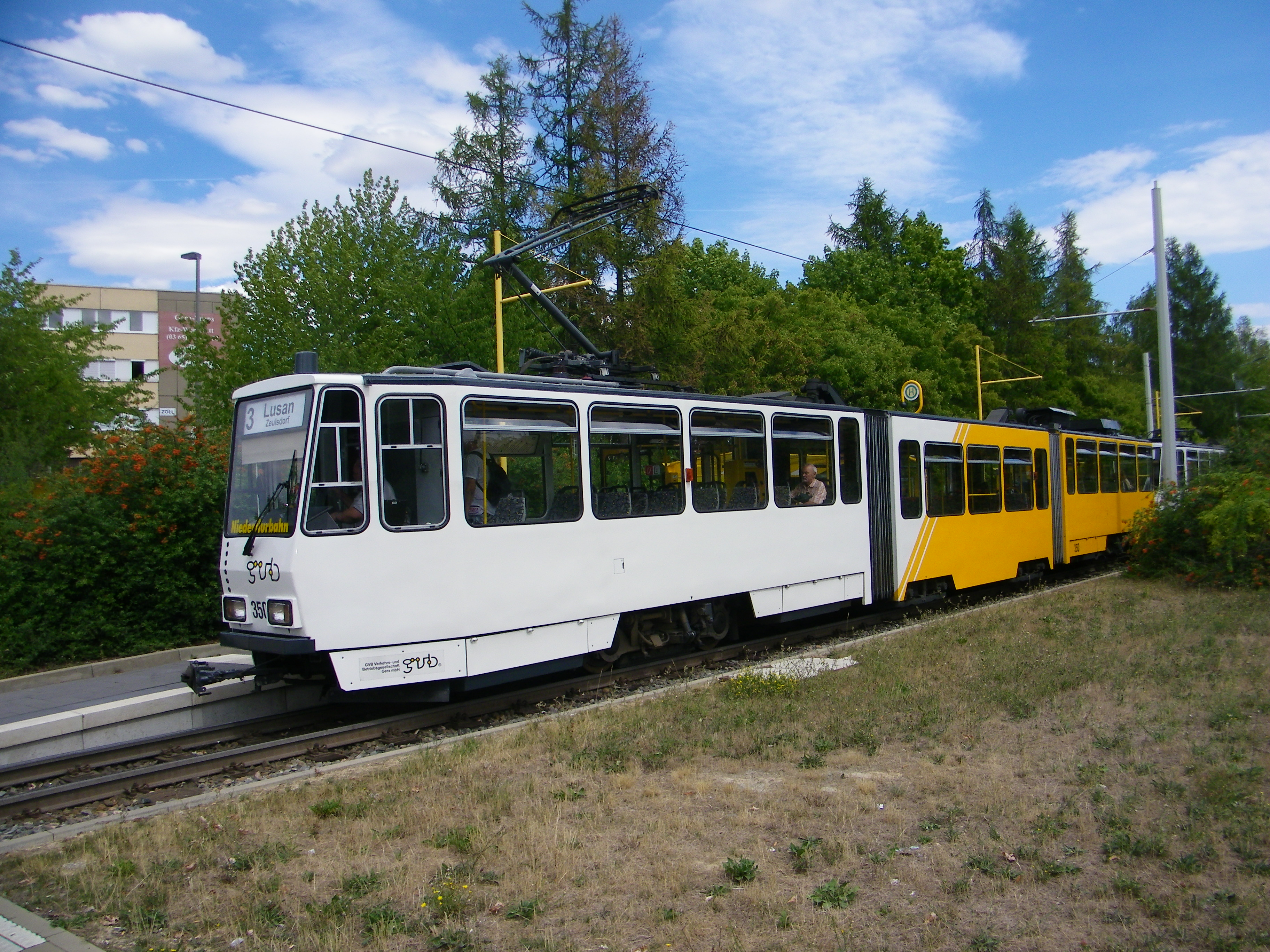
KTNF8 350 Gera
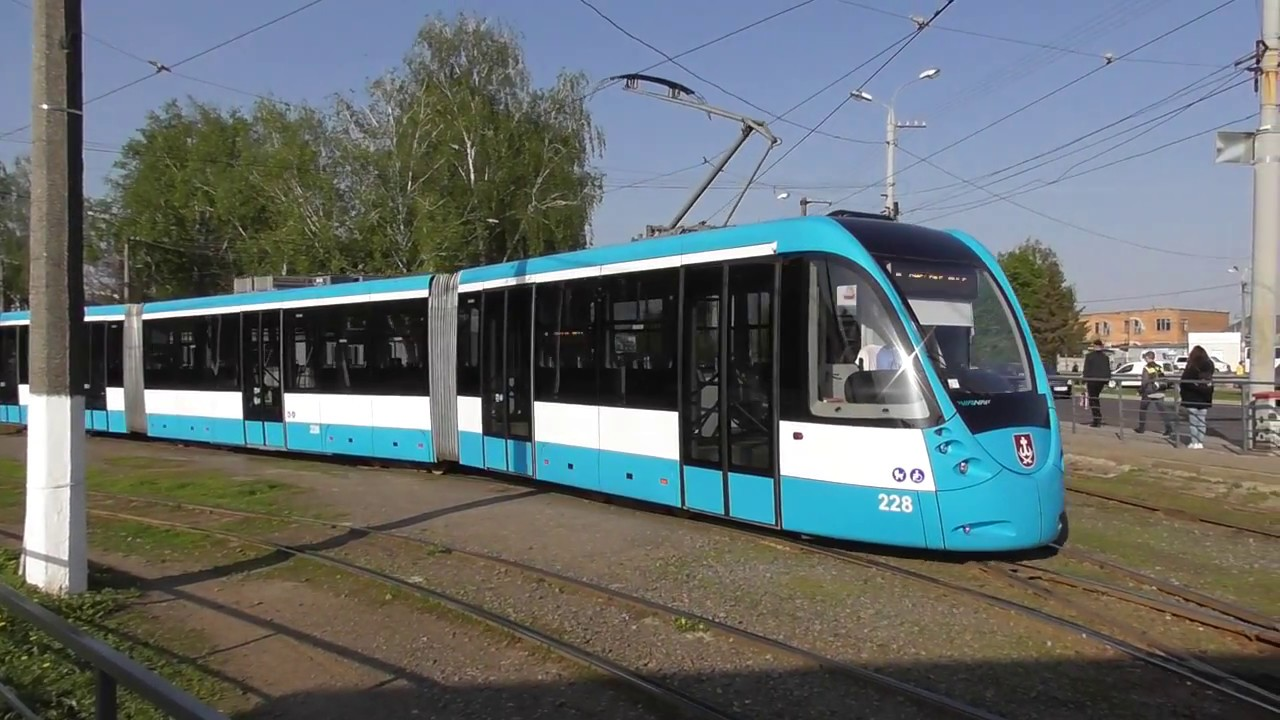
KT4UA in Winnyzja

#### Museumswagen
Einige Städte halten KT4D auch als Museumswagen vor:
- Berlin: 219 282, rot-beige (ex 219 482) und 219 481, orange Hauptstadtlackierung. 7011 und 7012, KT4Dt modernisiert.[3]
- Cottbus: 65 (dient auch als Werkstattwagen)
- Erfurt: 512, 522, 530; werden für Stadtrundfahrten genutzt und haben einen Lift für  Rollstühle.
- Gera: Wagen 320.
- Leipzig: 1308, Nullserienfahrzeug (ex Berlin 219 320 / 9320).
- Potsdam: 001, Prototyp.
- Frankfurt (Oder): 212, im ersten Wagenteil rot-beige wie bei der Anlieferung, im zweiten Wagenteil nach der Modernisierung als Retro-Wagen unterwegs.
- Plauen: Wagen 216, wieder original lackiert, normal im Liniendienst unterwegs.
- Zwickau: 947, modernisierter Wagen, lackiert im Anlieferungszustand, normal im Liniendienst unterwegs.
- Weimar: Die Erfurter Wagen 401 (Nullserie), 405 (unechter Zweirichtungswagen) und die ehemalige Party-Tram der Berliner Verkehrsbetriebe gingen ins Eisenbahnmuseum Weimar und können dort besichtigt werden.

Darüber hinaus sind der Erfurter Wagen 403 1996 und der Plauener Wagen 201 1998 (beides Nullserienwagen) nach Prora ins Museum gegangen; 2004 wurden sie dort verschrottet. Zudem kam 2015 der betriebsfähige Berliner Wagen 6016 ins Hannoversche Straßenbahn-Museum in Wehmingen.

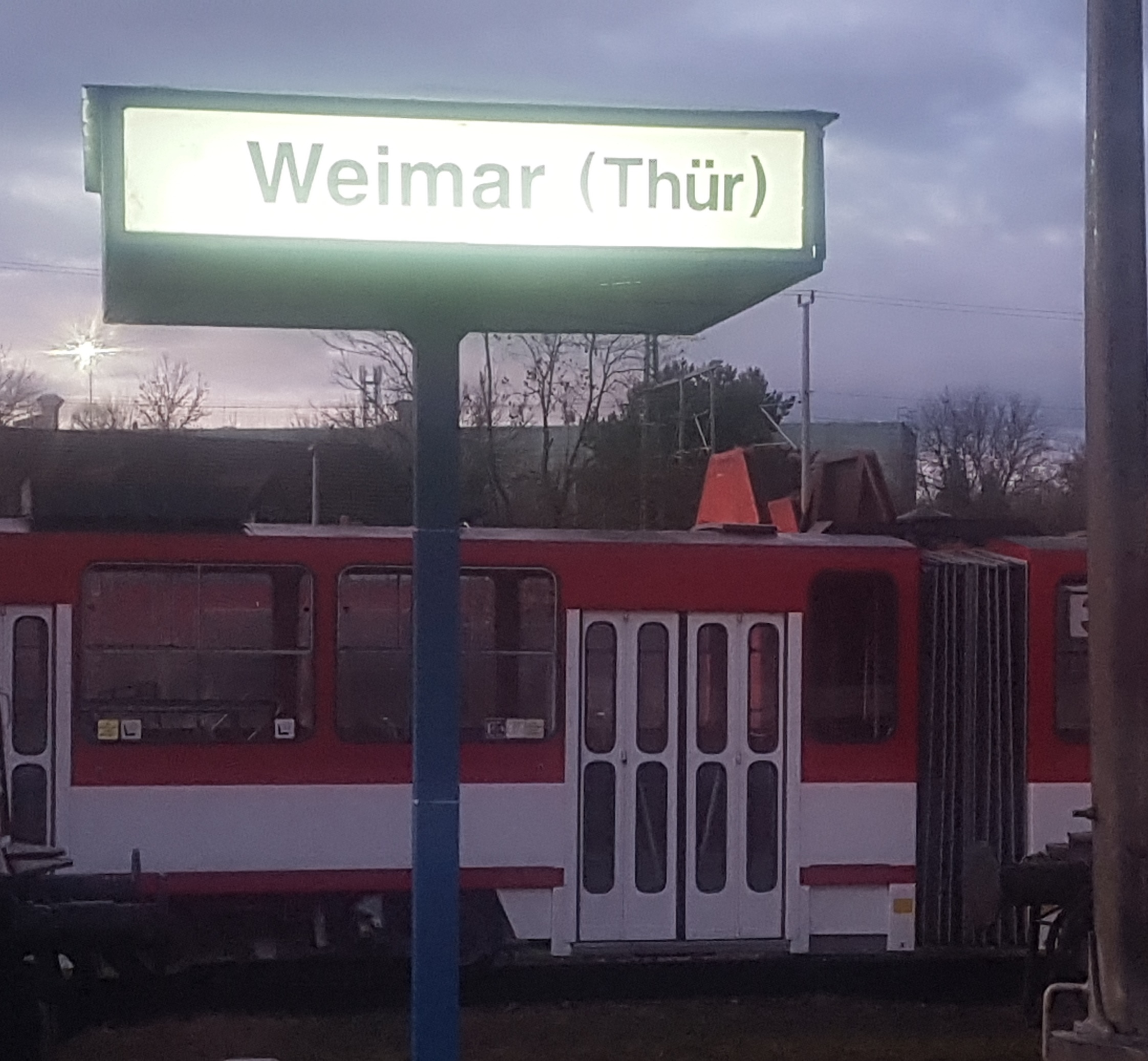
KT4 aus Erfurt im Eisenbahnmuseum Weimar (2019)
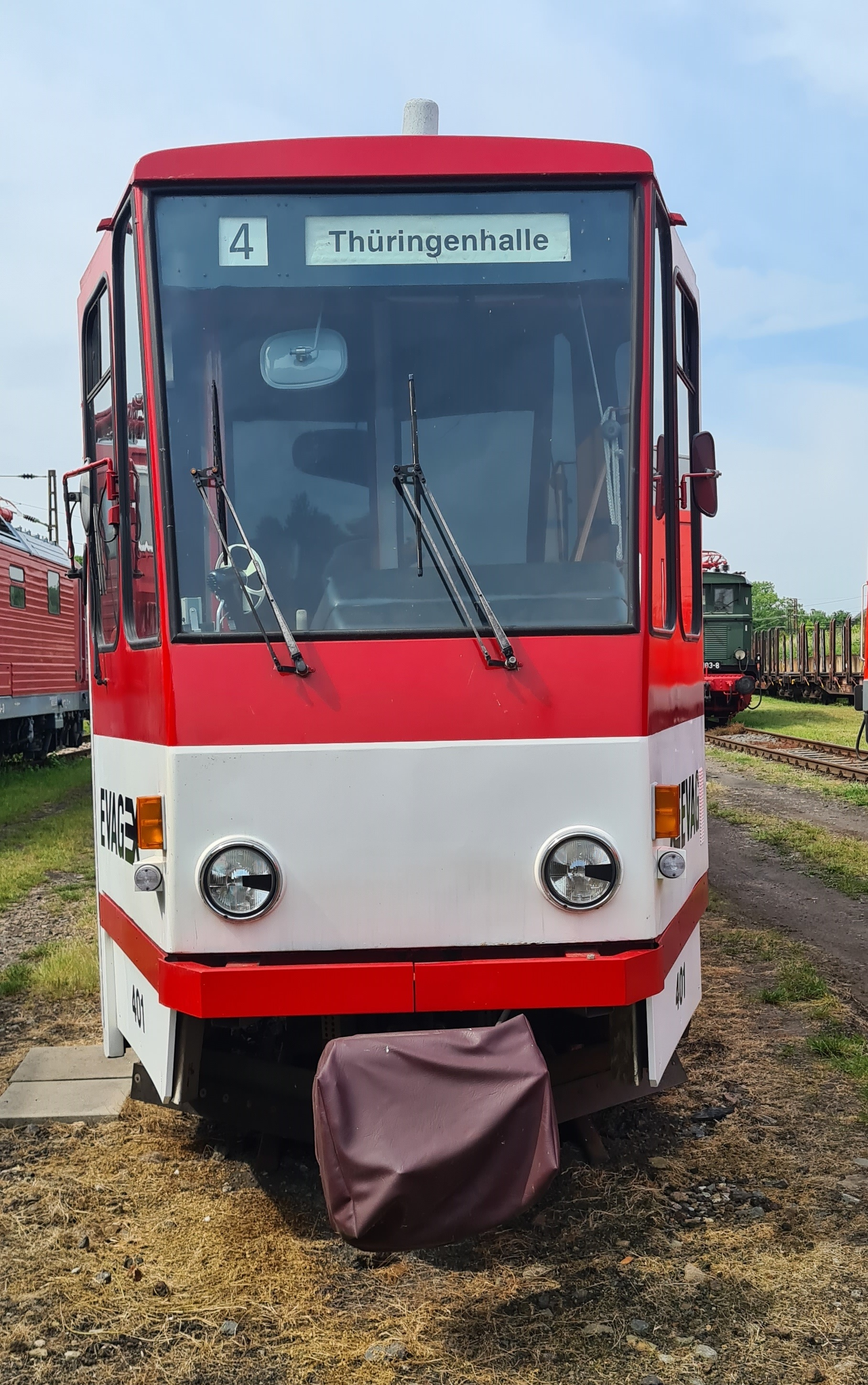
KT4 aus Erfurt im Eisenbahnmuseum Weimar (2022)
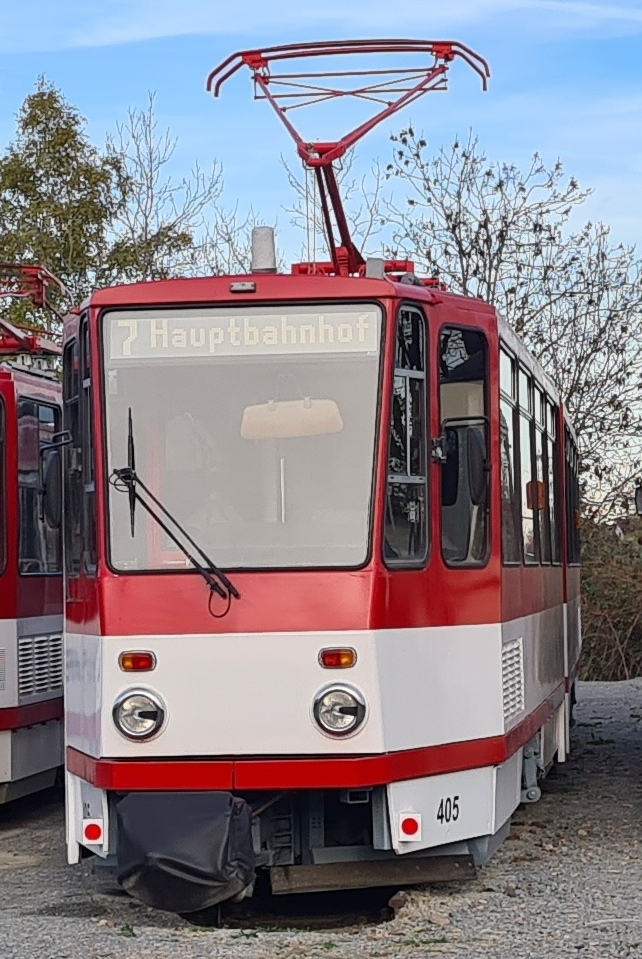
Der KT4D 405 aus Erfurt (unechter Zweirichtungswagen) im Eisenbahnmuseum Weimar (2022)
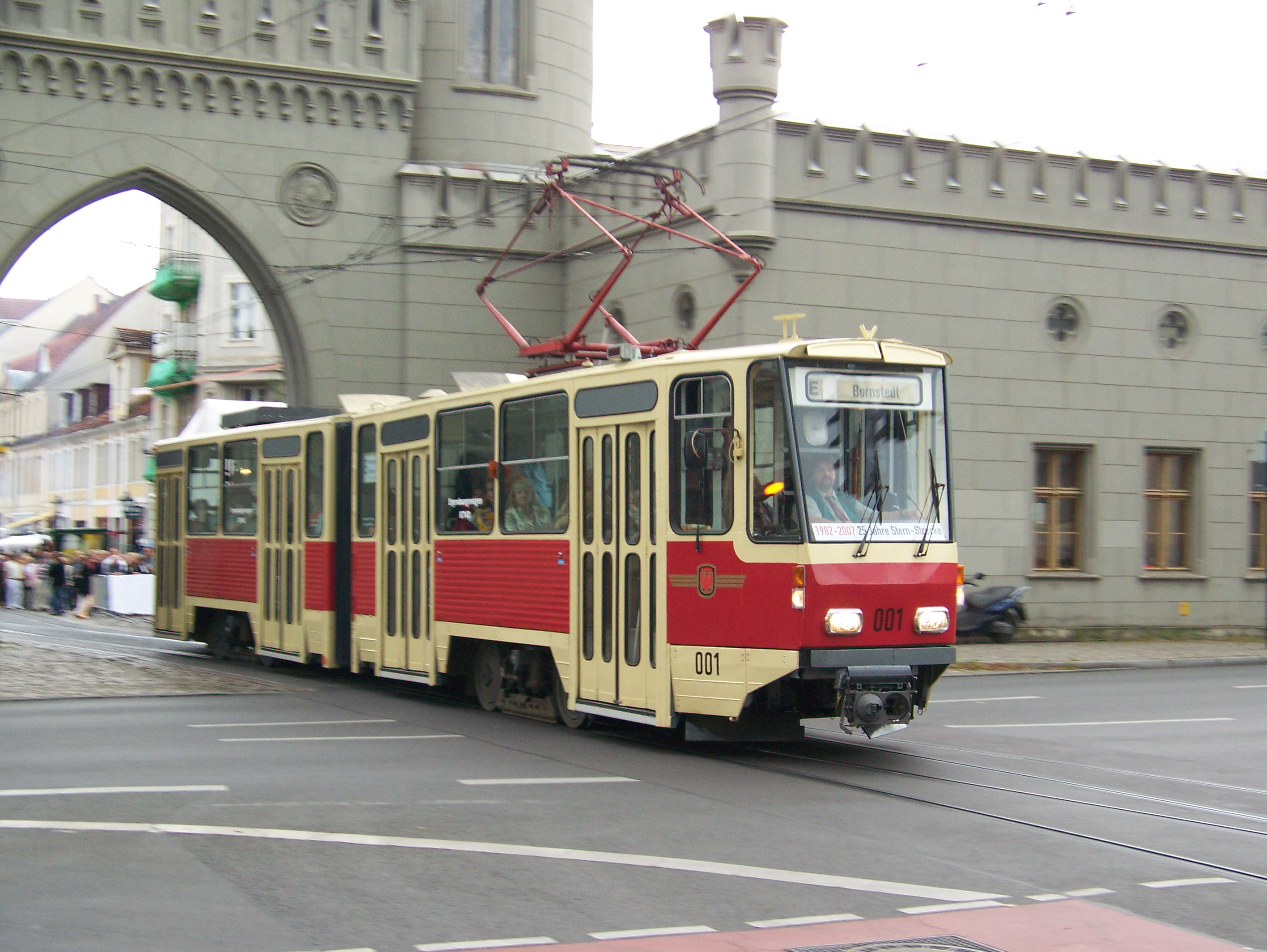
KT4D-Prototyp 001 in Potsdam

#### Partywagen
In Berlin wurden zwei KT4D für Gesellschaftfahrten, Partys und Feiern umgebaut. Die Umbauten beinhalteten Bar, Toilette, neue Sitzanordnung mit Tischen und eine neue Lackierung in Weiß-Gold. Hierfür wurde der Versuchswagen für die Ausschwenktüren 9366 (219 399) verwendet. Er erhielt die neue Nummer 4591. Später wurde er nach Gera abgegeben. Hier erhielt er Meterspur-Drehgestelle und eine schwarze Lackierung. Gera gab ihn nach ein paar Jahren an Gotha weiter. Der zweite Wagen ist der modernisierte 6014 (ex 219 232 / 9232). Er erhielt eine silberne Lackierung und die neue Nummer 4592. Der Wagen wurde abgestellt und im Oktober 2022 zum Eisenbahnmuseum Weimar transportiert.

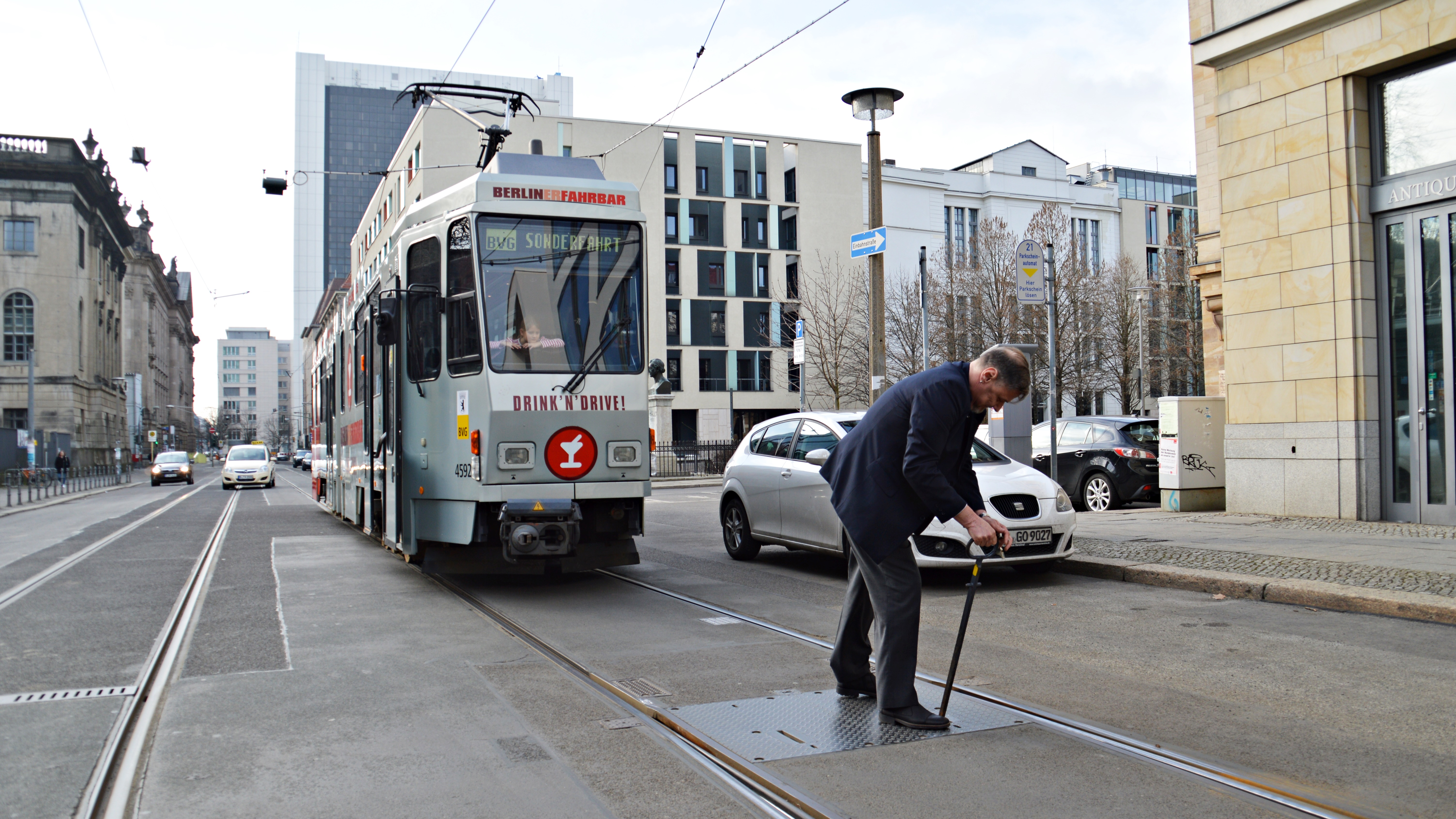
Berliner »Fahrbar« auf der Dorotheenstraße in Berlin (2017)
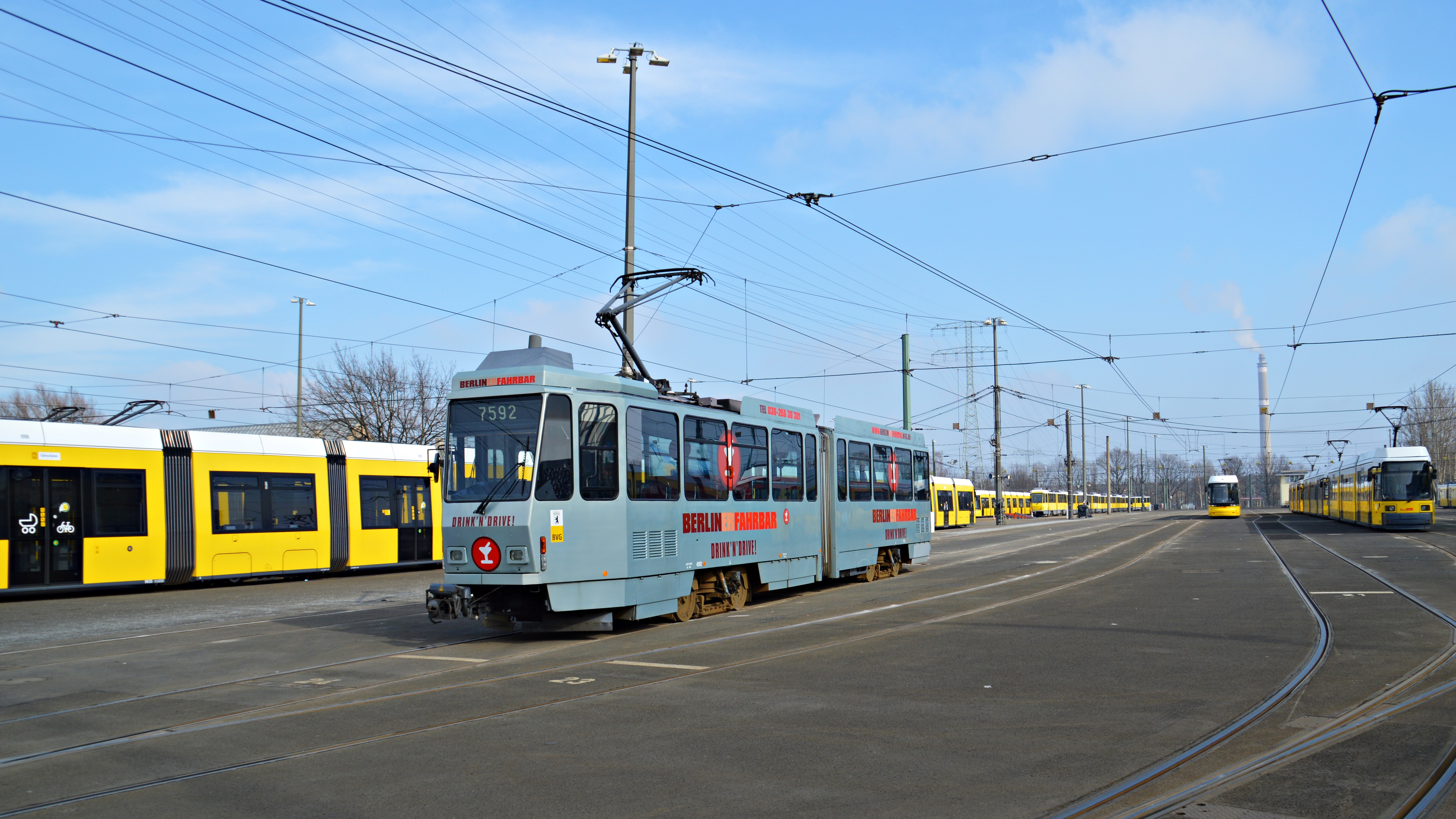
»Fahrbar« auf dem Betriebshof Lichtenberg in Berlin (2017)
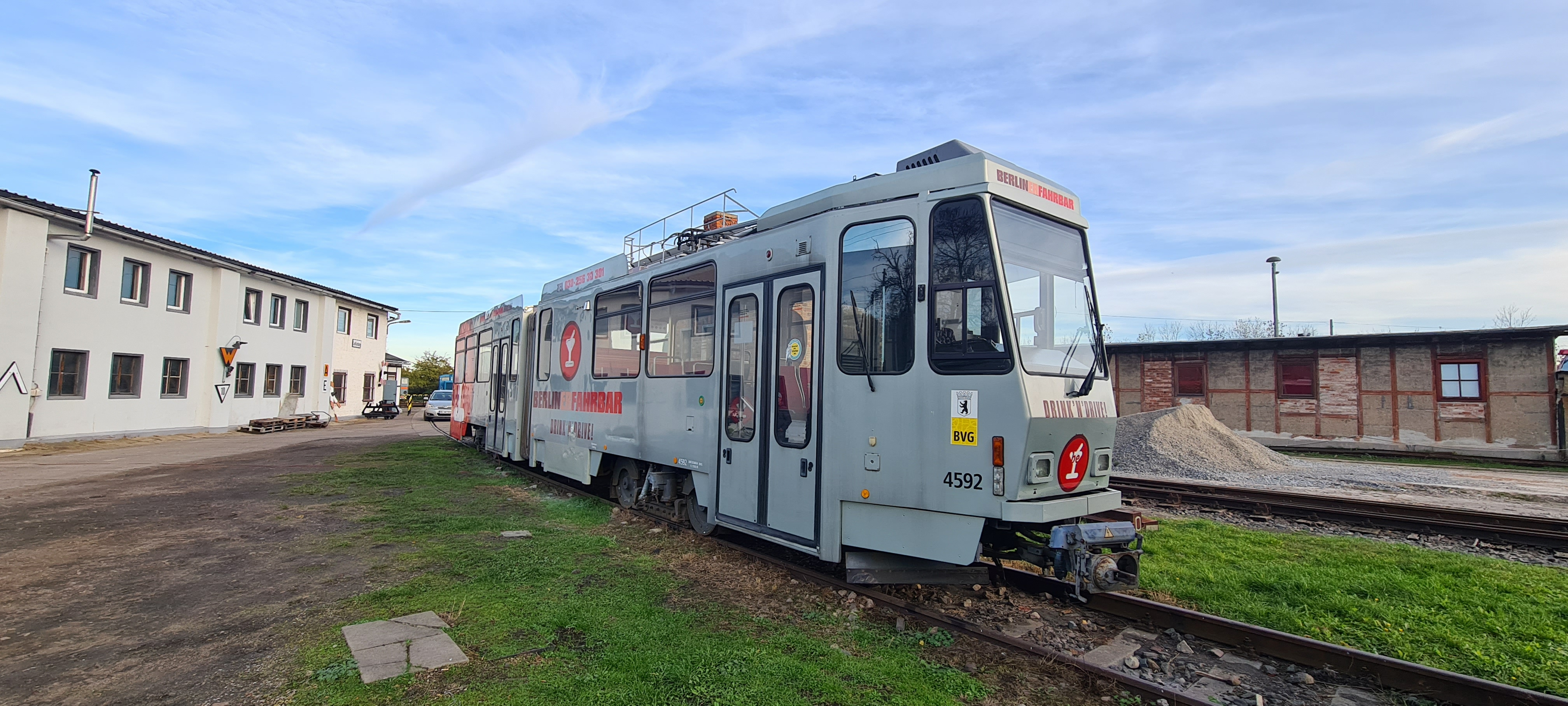
Ehemalige »Party-Tram« seit Oktober 2022 im Eisenbahnmuseum Weimar (2022)

#### Arbeitswagen
Mehrere Verkehrsbetriebe haben KT4D zu Arbeitswagen umgerüstet:
- Berlin: Wagen 4572, Fahrleitungsmesswagen (ex 219 358 / 6120 / 9358), Wagen 4562 (ex 219 001) und 4563 (ex 219 002), Fahrschulwagen (beide gingen nach Oradea in Rumänien und wurden dort verschrottet), Wagen 4571 (ex 219 226), Fahrleitungskontrollwagen (er ging nach Constanta, Rumänien, und ist dort Ersatzteilspender).
- Brandenburg an der Havel: Wagen 154, Schlepp- und Fahrleitungsenteisungswagen, sowie Wagen 180 (Werkstatt und Winterdienstwagen).
- Cottbus: Wagen 65, Werkstatt- und Fahrleitungsenteisungswagen.
- Erfurt: Wagen 1, Multifunktionswagen für Kurvenschmierung und Fahrleitungbeobachtung. Vorher trug er die Personenwagennummer 430.
- Gera: Wagen 301, Winterdienstwagen und Wagen 105 (ex 311), Fahrschulwagen, er wurde nach Liberec abgegeben.
- Jena: Wagen 490, Arbeits- und Winterdienstwagen (unechter Zweirichtungswagen aus Erfurt, ex 435).
- Plauen: Wagen 0202, Schleif- und Schmierwagen, sowie 0235, Winterdienstwagen.
- Potsdam: Wagen 301, Fahrschul- und Fahrleitungsbeobachtungswagen (ex Berlin 219 530).
- Zwickau: Wagen 200, Schleif- und Fahrleitungsenteisungswagen mit zweitem Stromabnehmer (ex Plauen, Wagen 230).

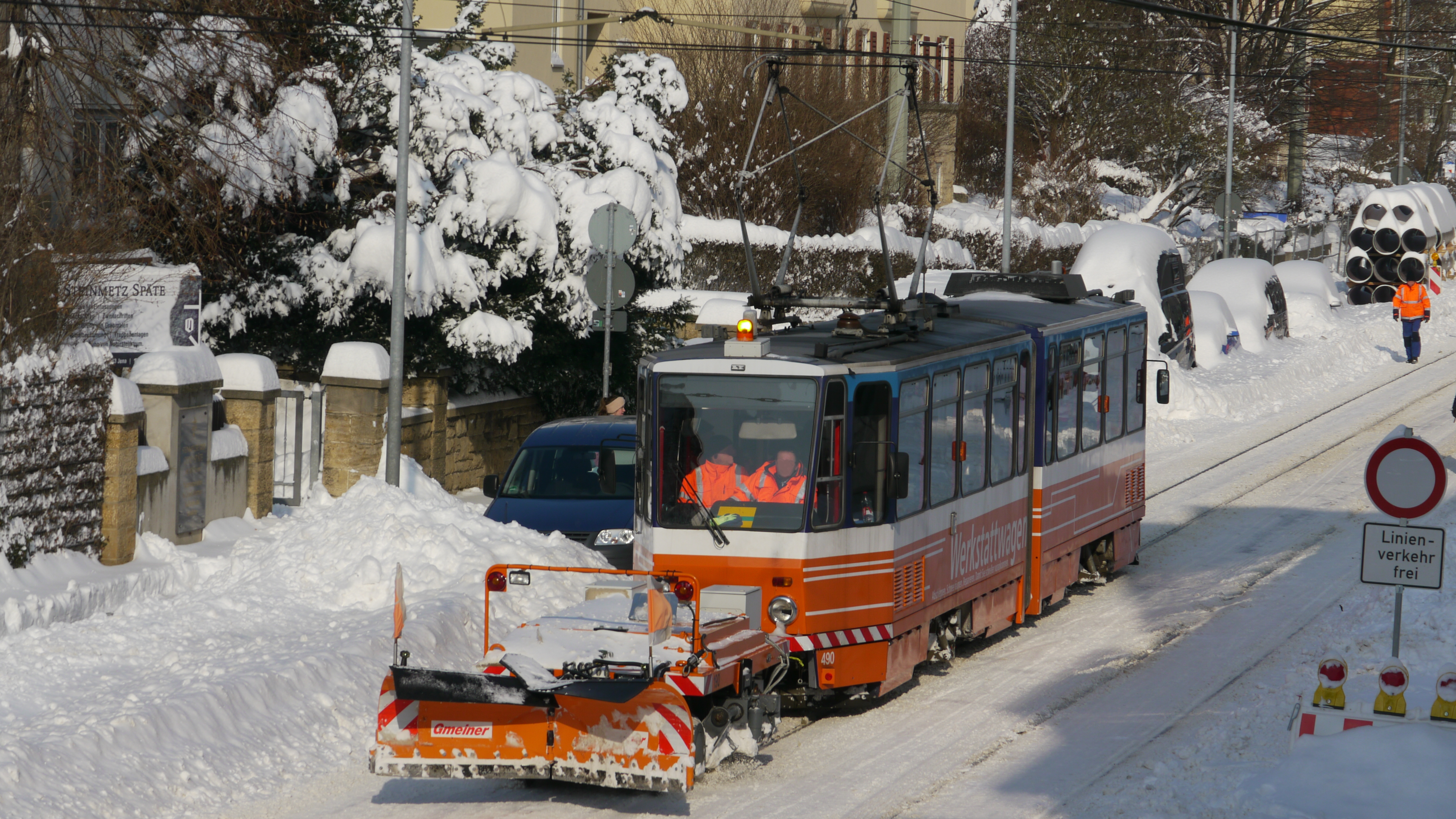
Ein KT4D mit Schneepflug räumt am 9. Februar 2021 in Jena nach heftigem Schneefall den Gleisbereich in der Dornburger Straße
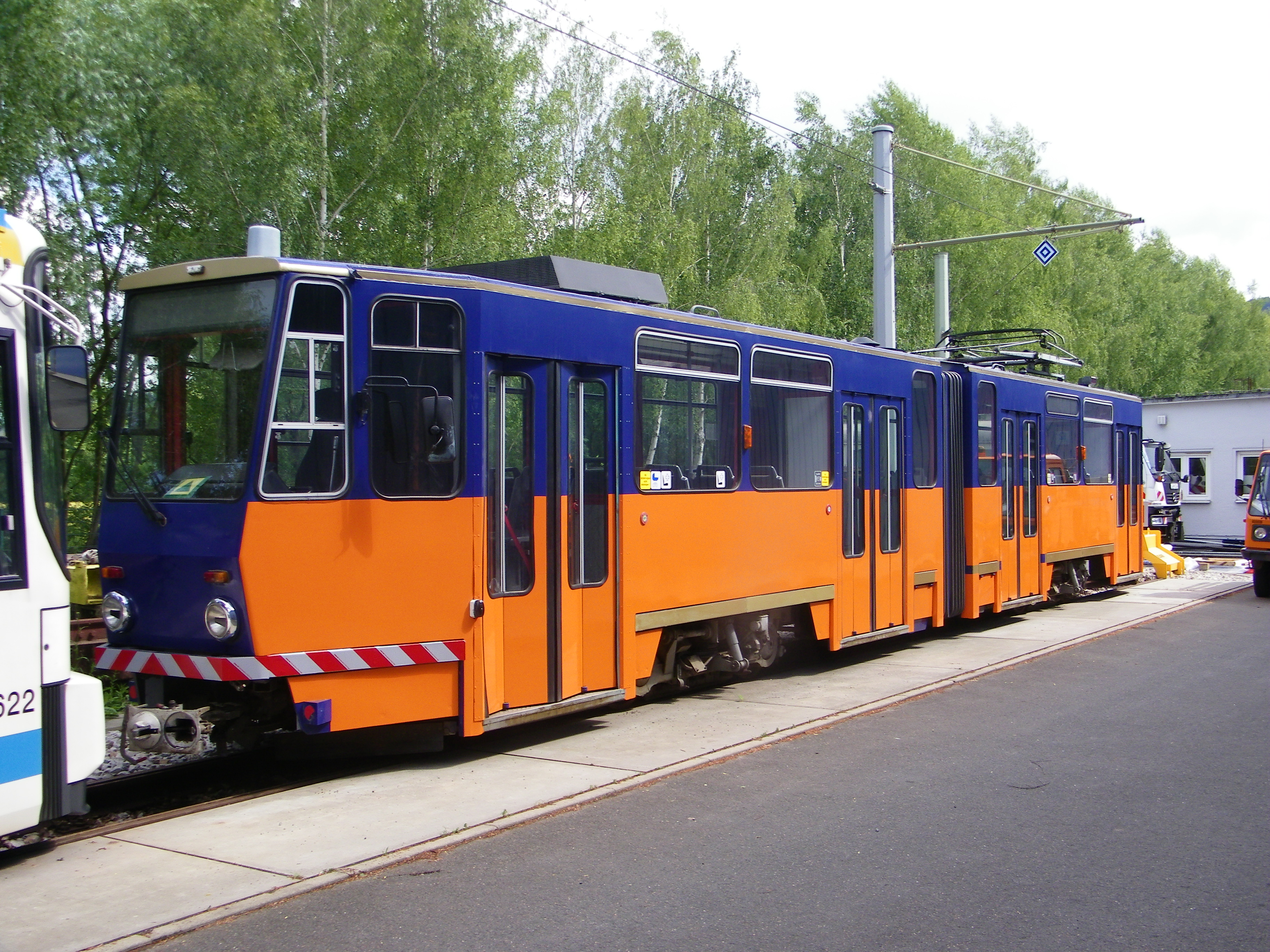
KT4D-Arbeitswagen (Ex-Erfurt) in Jena

### KT4D in den Medien
In der DDR-Fernsehserie Johanna kommt der Berliner KT4D-Zug 219 552/551 mehrfach vor. Er wurde speziell für die Dreharbeiten reserviert. Es geht um eine Straßenbahnfahrerin, die Vertrauensperson ist. Viele Schauspieler mussten eine Einweisung auf dem KT4D machen und bei Fahrszenen fuhr immer ein Fahrlehrer mit. Andere Szenen wurden mit einem Filmzug gedreht. Dieser bestand aus einem führenden KT4Dt (mit Thyristorsteuerung), einem Reko-Beiwagen, bei den man im hinteren Teil das Dach für die Kameratechnik entfernt hatte und dem KT4D 219 552. Der Fahrschulwagen 219 002 kam in der Serie ebenfalls vor.
Die Folge »Im Sog« der Fernsehserie Polizeiruf 110 von 1983 wurde in Potsdam gedreht und in einer Szene kam eine KT4D-Doppeleinheit vor. Unser Sandmännchen fuhr einen KT4D. Es war ein Holzmodell mit der Bezeichnung PU728 in Berliner Hauptstadtlackierung.

### KT4SU
Auf Grund des Erfolges der KT4 in der DDR bestellte die Sowjetunion ab 1980 auch diesen Wagentyp. Zuvor fuhren ab 1976 zwei Prototypen in der heute ukrainischen Stadt Lwiw (deutsch Lemberg, siehe Straßenbahn Lwiw). Obwohl kein Unterschied zu den KT4D bestand, wurden die an die UdSSR gelieferten Fahrzeuge als KT4SU bezeichnet. Insgesamt wurden 415 Einheiten an die Straßenbahnbetriebe in Jewpatorija, Kaliningrad, Lwiw, Liepāja, Pjatigorsk, Winnyzja und Schitomir ausgeliefert.
Bei der Straßenbahn Tallinn wurden zwölf Wagen analog Cottbus und Brandenburg mit zweiachsigen Niederflurmittelteilen aus dem Mittenwalder Gerätebau ausgerüstet.

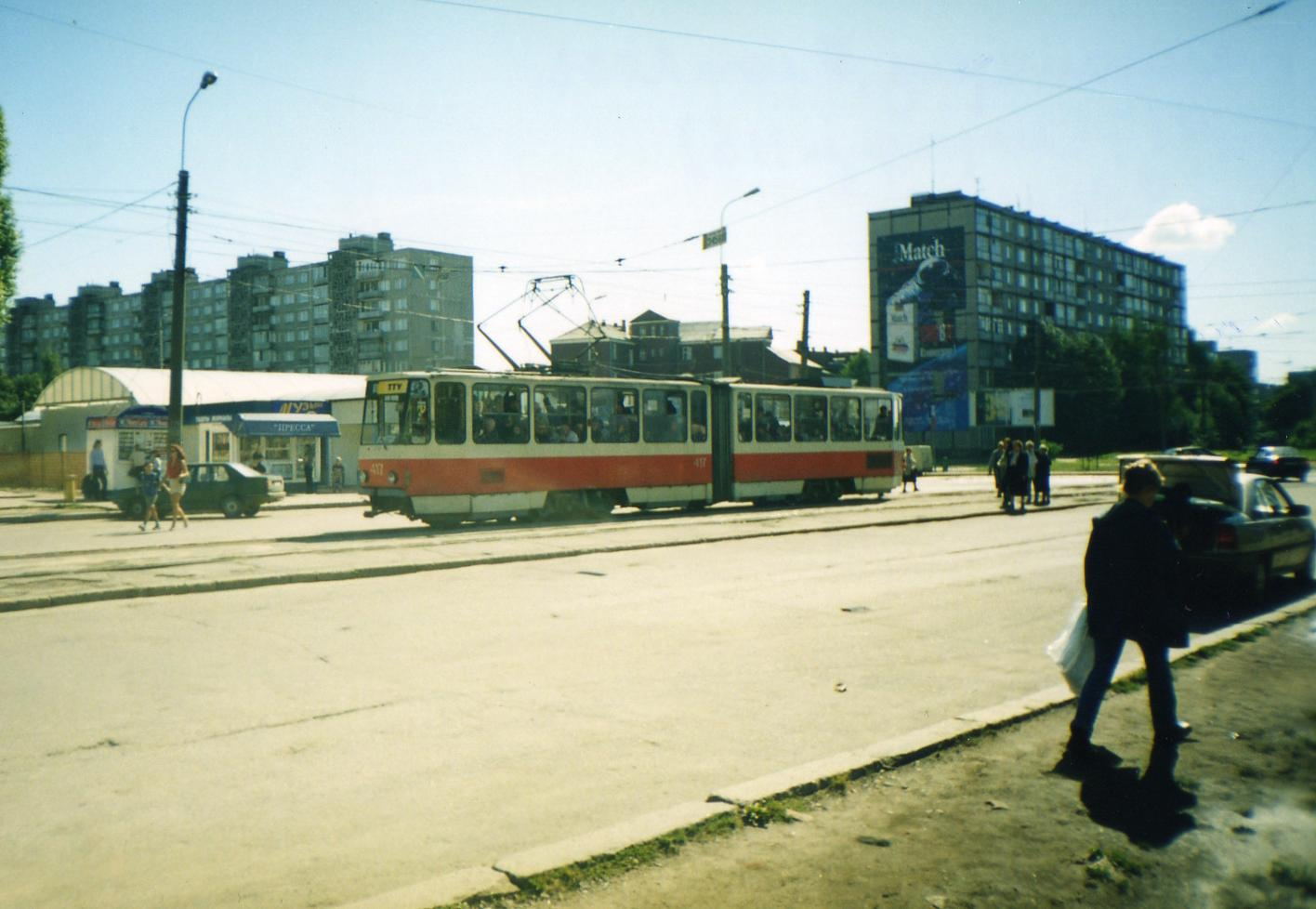
KT4SU in Kaliningrad

### KT4YU
Ab 1980 wurden KT4YU an die Straßenbahn Belgrad und die Straßenbahn Zagreb geliefert. Während in Belgrad der komplette Bestand gegen die KT4YU ersetzt wurde, verkehrten die Wagen in Zagreb neben älteren Wagen der Bauart T4YU. Zagrebs KT4 Nummer 351 hat eine TV3 Thyristorsteuerung. 1997 erhielt Belgrad die letzten produzierten KT4. Von den Belgrader Fahrzeugen wurden viele umfangreich mit einheimischer Technik modernisiert, auch Fahrzeuge der letzten Bauserie werden inzwischen modernisiert.

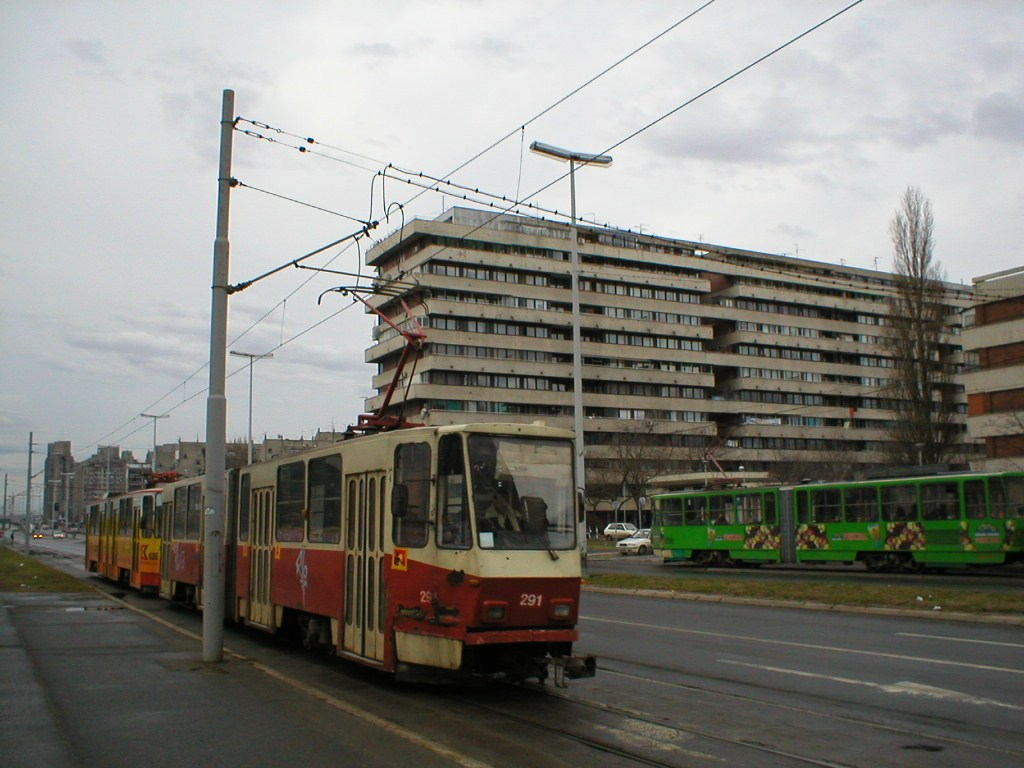
Tatra KT4YU in Belgrad
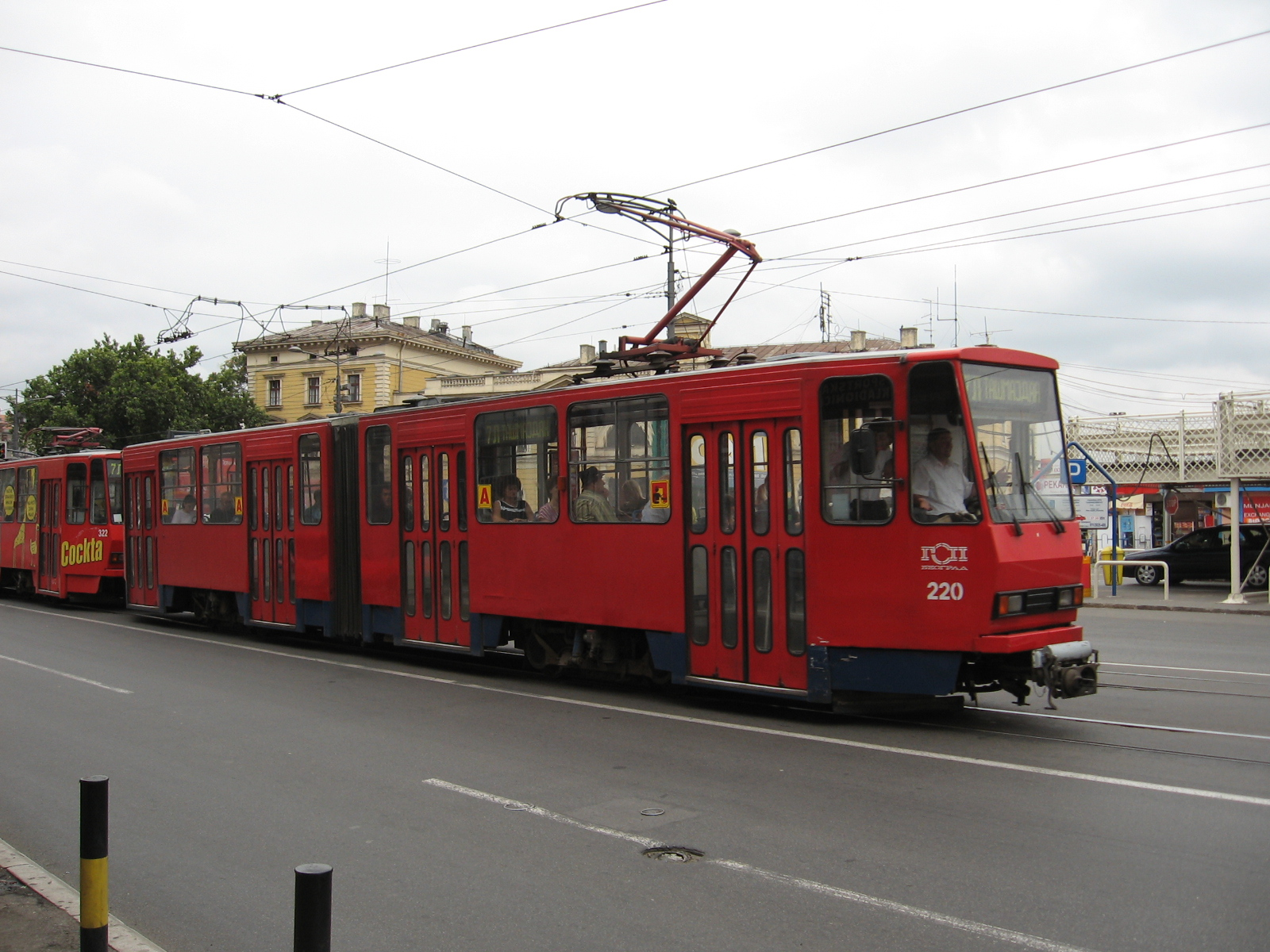
KT4YUBM in Belgrad
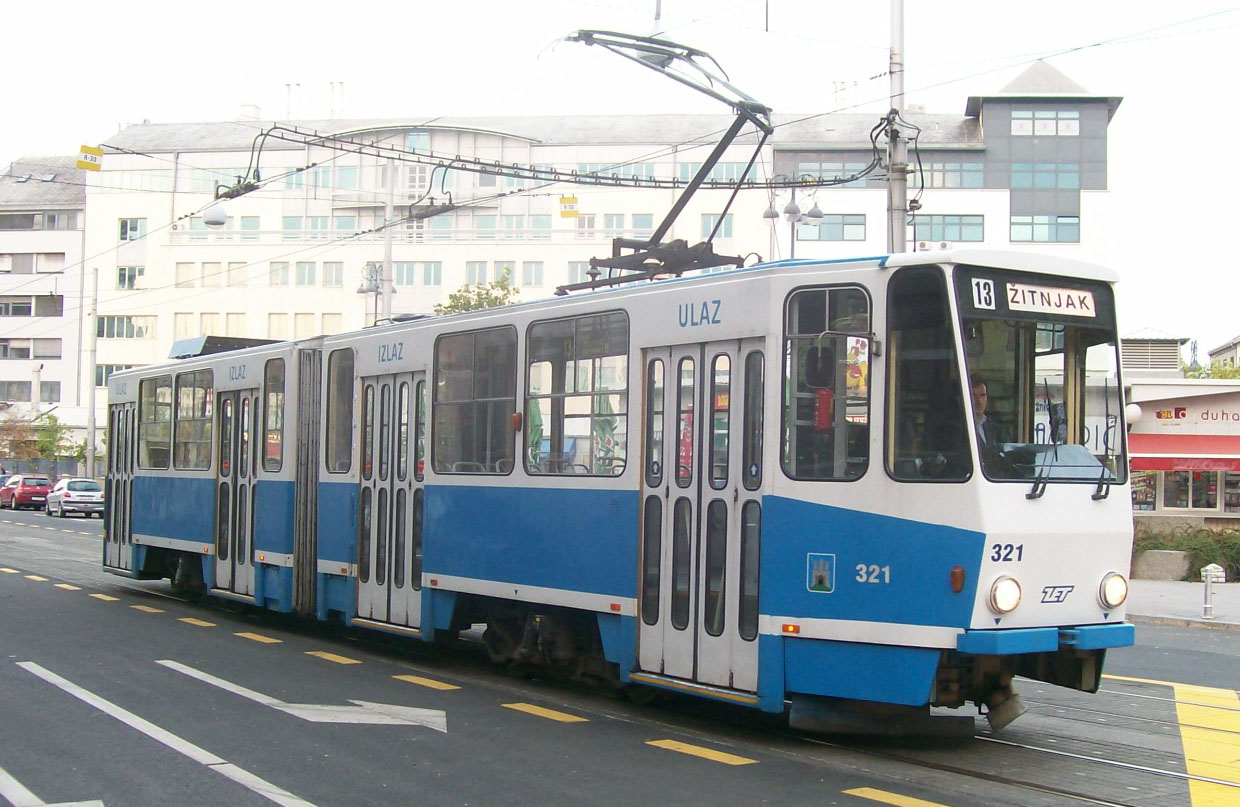
Tatra KT4YU in Zagreb

### KT4K (Shenyang ST4)
Im Jahr 1991 wurden insgesamt 50 Nachbauten aus China von den Kim-Chong-tae-Elektrolokomotivwerken an die Straßenbahn Pjöngjang geliefert. Sie unterschieden sich deutlich von den originalen KT4. Die Wagen waren 2,5 Meter breit, die Stirnseiten wichen ebenfalls ab. Die Türen hatten nur im oberen Bereich Fenster, die Einholmstromabnehmer waren höher eingebaut, außerdem gab es Linienwürfel. Nach einigen Einsatzjahren wurden die Gelenke aufgrund technischer Probleme bei Shenfeng in der Volksrepublik China entfernt und die beiden Wagenkastenhälften zu einer Einheit verschweißt. Es entstanden sehr lange Vierachser. Alle Wagen wurden 1999 an die Straßenbahn Ch’ŏngjin verkauft. Als Ersatz wurden gebrauchte T3 aus Prag und T4 aus Leipzig übernommen. In Ch’ŏngjin laufen die Wagen nicht mehr. Sie wurden nach ihrer Ausmusterung in Ch’ŏngjin zu Oberleitungsbussen umgebaut. Dabei wurden die Wagenkästen, Fenster, Türen und elektrischen Ausrüstungen wiederverwendet, was man den Fahrzeugen ansieht.